# St. Fidelis (Stuttgart)

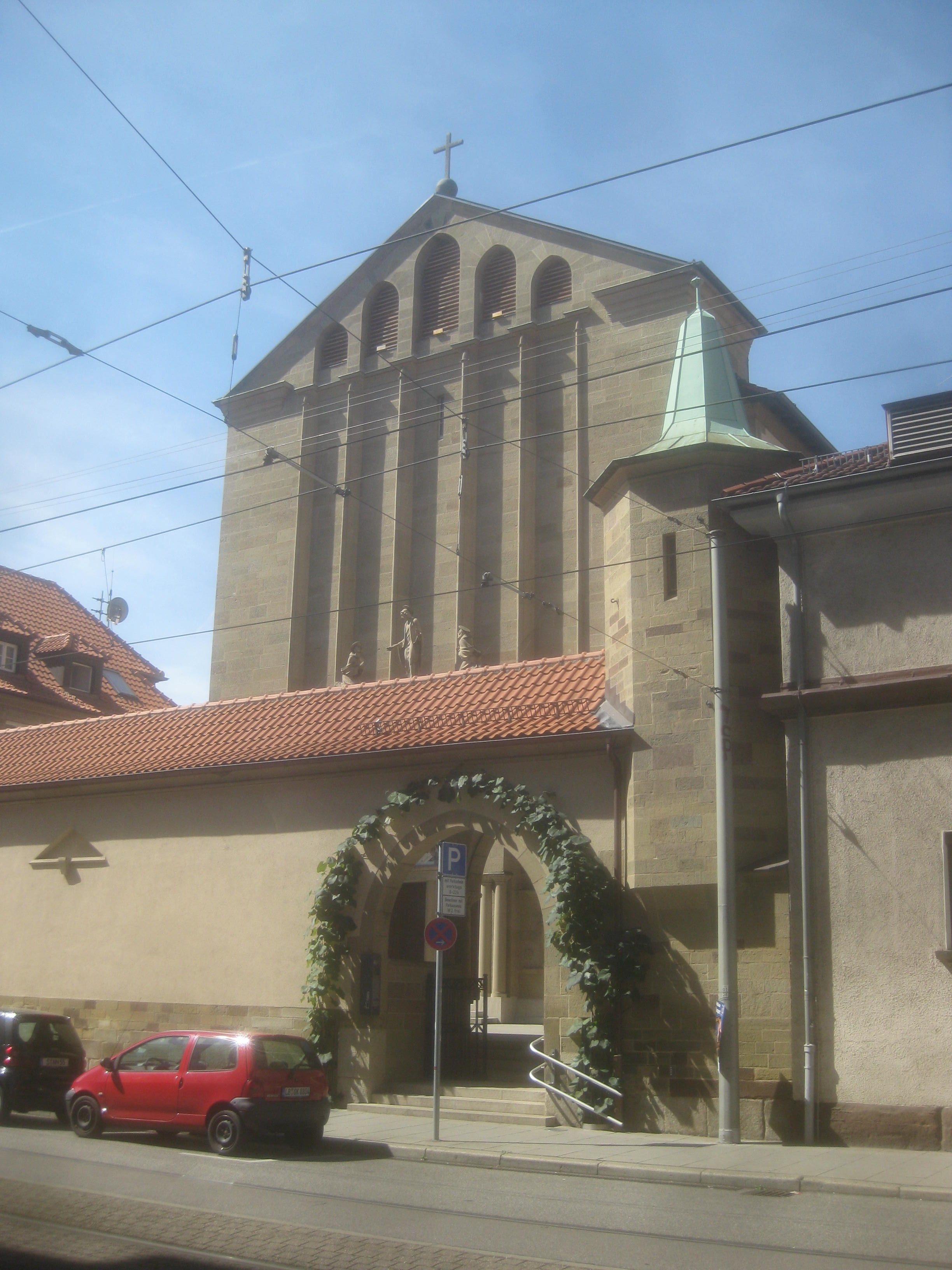
St.-Fidelis-Kirche von der Seidenstraße aus. Hinten: Hauptfassade, vorn: Außenmauer mit Türmchen und einer der beiden weinlaubumrankten Eingangspforten.

Die St.-Fidelis-Kirche ist eine katholische Kirche im Stuttgarter Westen. Das giebelständige Gebäude liegt leicht erhöht über dem Straßenniveau und tritt mit seiner Hauptfassade gegenüber der Straßenflucht zurück. Eine Außenmauer mit Türmchen und zwei Eingangspforten und ein Vorhof mit Bogenumgängen trennen die Kirche von der Straße. Die dreischiffige Hallenkirche ohne Turm und Querschiff wird durch Eisenbetonbinder überspannt und von einem Satteldach bekrönt. Im Innern präsentiert sich die Kirche als schlichte und schmucklose Halle mit einem hohen, kassettierten Holztonnengewölbe, niedrigen, fensterlosen Seitenschiffen und einem lichtdurchströmten Mittelschiff mit hohen Glasfenstern.
Der basilikaähnliche Kirchenbau wurde 1924–1925 von Clemens Hummel in einem Übergangsstil zwischen Historismus und Neuer Sachlichkeit und mit plastischem Schmuck von Josef Zeitler erbaut. Die Kirche wurde im Zweiten Weltkrieg weitgehend zerstört und nach dem Krieg wieder aufgebaut. Der Innenraum wurde 1964 im Sinn der Liturgiereform des Zweiten Vatikanischen Konzils nach den Plänen von Rudolf Schwarz neu gestaltet und mit Bildtafeln des Kreuzwegs und Glasfenstern von Georg Meistermann ausgestattet.

## Lage

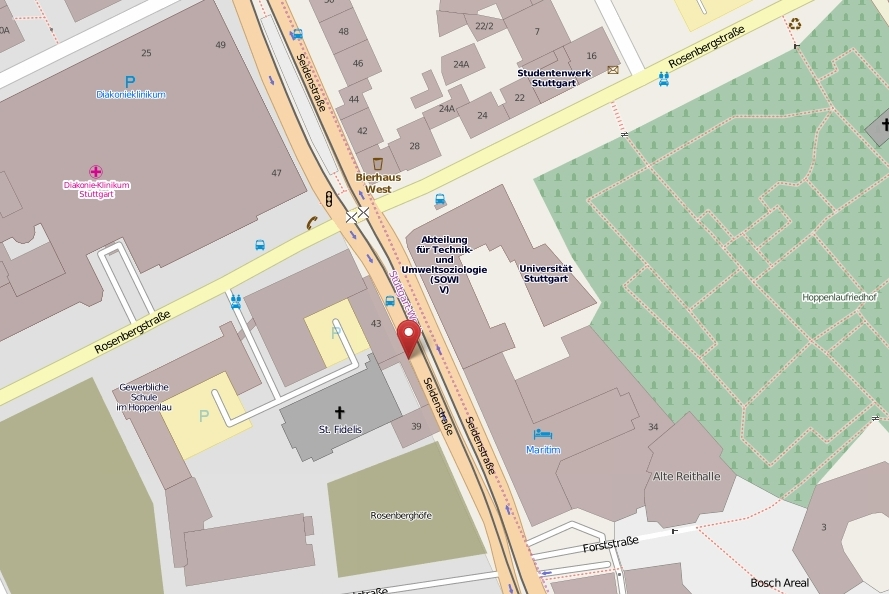
Lageplan.
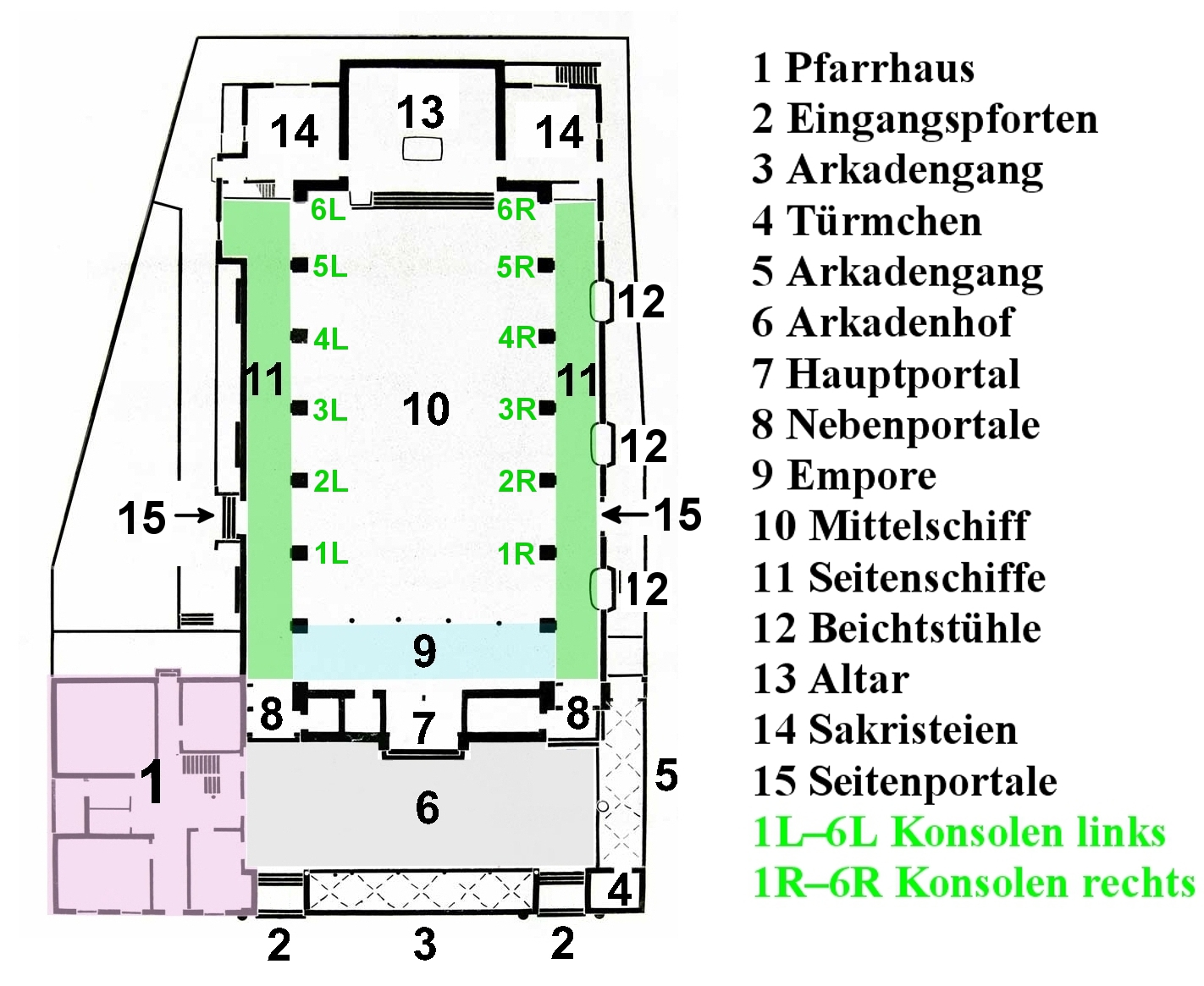
Grundriss.

Die St.-Fidelis-Kirche liegt im Stadtteil Rosenberg im Stadtbezirk Stuttgart-West in unmittelbarer Nähe der Kreuzung Rosenbergstraße und Seidenstraße, an der das Diakonie-Klinikum Stuttgart, ein Universitätsgebäude und die Hoppenlau-Schule (Gewerbliche Schule Im Hoppenlau Stuttgart) liegen. An die Hoppenlau-Schule schließen in der Seidenstraße die Fideliskirche und das Pfarrhaus an (Seidenstraße 41 und 39).
In der Umgebung liegen die Rosenberghöfe mit dem Hauptsitz der AOK Baden-Württemberg Stuttgart und einem Mehrgenerationenhaus der Evangelischen Diakonissenanstalt Stuttgart, das Hotel Maritim, der Hoppenlaufriedhof, die Alte Reithalle, das Bosch-Areal, die Liederhalle und einige Schulen.
Die Kirche ist nicht geostet, das heißt, sie orientiert sich nicht von Westen nach Osten zum Chor mit dem Altar hin. Der Altar liegt vielmehr im Westen und das Hauptportal im Osten.

## Baustil
Die Charakterisierung des Baustils der St.-Fidelis-Kirche als „Übergangsstil zwischen Historismus und Neuer Sachlichkeit“ beschreibt die Bauweise von Clemens Hummel, dem Erbauer der Kirche, nur unzureichend. Der Begriff Historismus lässt an die Vermischung älterer Stilrichtungen denken, Hummel hingegen wollte eine moderne Kirche bauen, die sich an frühchristlichen und frühromanischen Vorbildern orientierte. Der Arkadenhof mit seinem mediterranen Flair und der als Halle angelegte Innenraum erinnern an frühchristliche Basiliken in Italien.
Nach Ansicht des zeitgenössischen Philosophen und Publizisten Heinrich Getzeny verbanden sich in der Fideliskirche „frühromanische Baumotive Oberitaliens mit modernen Baugedanken zu straffer Einheit“. Der katholische Theologe und Kunsthistoriker Gottlieb Merkle beschrieb Hummels Baustil so:
„Die Erinnerung an Italien wird auch im Anbringen der Glocken am Giebelabschluß und in der vertikalen Gliederung der Westfront sichtbar. Auch hier beeindruckt der Wille des Architekten zu klaren Formen, die im Inneren allerdings wieder mehr an die Gotik erinnern, insofern spitzbogige Gewölbe eine ‚gotische‘ Halle schaffen. Dieser Eindruck wird durch eine moderne Konstruktion – die spitzbogigen Gewölbebinder sind durch Stahlbetonstege versteift – und ein neues Formempfinden erreicht.“

## Hauptfassade
Die St.-Fidelis-Kirche liegt 1,2 Meter über dem Straßenniveau und tritt mit der Hauptfassade im Osten um elf Meter gegenüber der Straßenflucht zurück. Eine Außenmauer mit einem Türmchen und zwei Eingangspforten trennt die Kirche von der Straße. Zwischen Außenmauer und Hauptfassade liegt ein Vorhof mit Bogenumgängen (Arkadenhof).
Die Fassade öffnet sich durch ein Hauptportal und zwei Nebenportale zum Innenraum der Kirche. Der hohe Giebel, der das Langhaus um zwei Meter überragt, wird durch Dienste (senkrechte Leisten) gegliedert und endet in einem Dreiecksgiebel unter dem Satteldach.

### Außenmauer

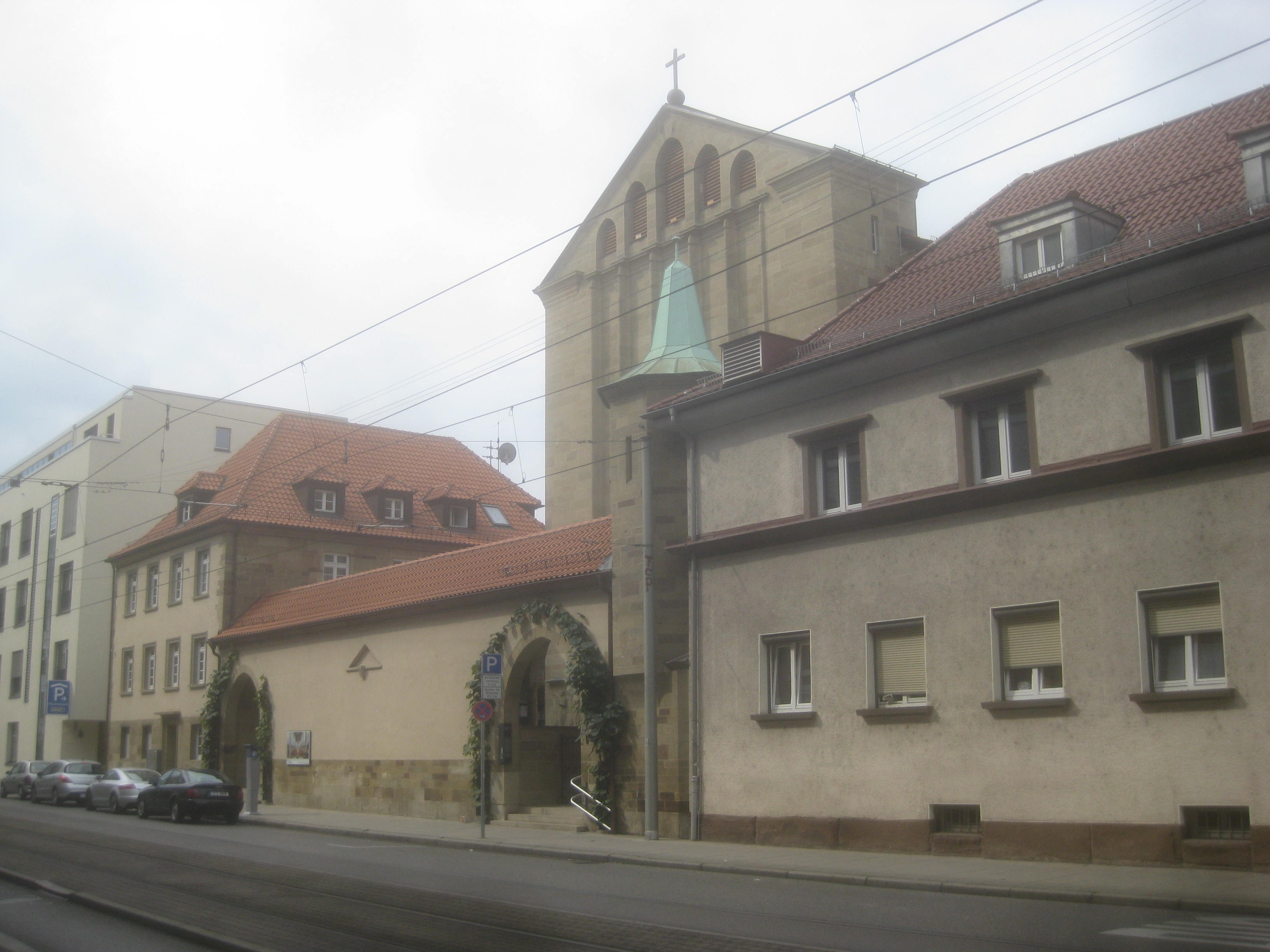
Front zur Seidenstraße. Links: Pfarrhaus, Mitte: Außenmauer, dahinter die Hauptfassade, rechts: Hoppenlau-Schule.

Die erhöht liegende Kirche ist durch eine leicht abweisend wirkende hohe Außenmauer von der Straße getrennt, so dass man im Vorübergehen leicht übersieht, dass sich eine Kirche dahinter verbirgt. Die Sockelzone der Mauer ist aus gelbem Sandstein, während der übrige Teil der Mauer verputzt ist. Sie wirkt fast monoton, wird aber an den Enden durch zwei rundbogige Eingangspforten mit Sandsteinlaibung und eine kleine dreieckige, leere Nische in der Mitte der Mauer aufgelockert. Ein großes, an der Mauer befestigtes Farbfoto des Innenraums der Kirche ermöglicht es den Passanten, im Vorübergehen einen Eindruck vom Kircheninnern zu gewinnen.

### Arkadenhof
Durch die beiden Eingangspforten mit schmiedeeisernen Gittertüren gelangt man über einen Treppenaufgang in den Arkadenhof, das sogenannte Paradies, ein querrechteckiger Vorhof, der ähnlich wie Klosterkreuzgänge an den Seiten von Arkadengängen umgeben ist, jedoch nicht an der Hauptfassade. An der Seite zum Pfarrhaus wird der Arkadengang durch drei Blendarkaden angedeutet, die den echten Arkaden an der gegenüberliegenden Schmalseite des Hofs entsprechen. Die Langseite des Hofs wird durch sieben Arkaden gegliedert, von denen die beiden äußeren zu den Eingangspforten führen. Die Rückwand des Gangs wird durch die Außenmauer gebildet. Ein ziegelgedecktes Satteldach bekrönt die beiden echten Arkadengänge.
Die einzelnen Arkaden öffnen sich über Spitzbogen in den überwölbten Umgang. Arkaden und Blendarkaden stützen sich auf reich marmorierte Säulen aus Cannstatter Travertin, einem gelbbraunen bis ockerfarbenen, sehr witterungsbeständigen Stein. Die Säulen enden in Schmuckkapitellen mit zwei alternierenden Blattornamenten.

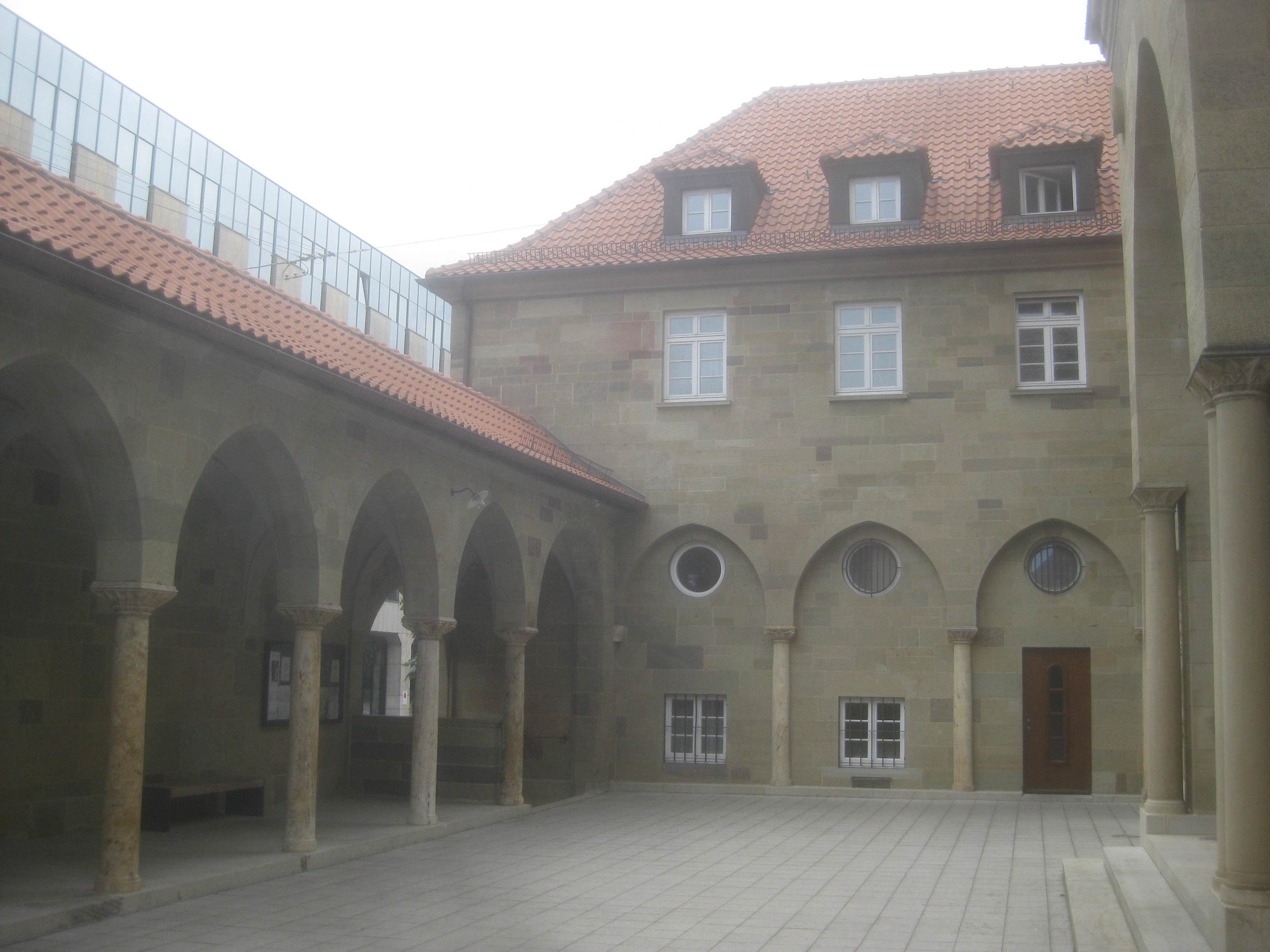
Arkadenhof, links: Arkadengang, Mitte: Pfarrhaus mit Blendarkaden, rechts: Hauptportal.
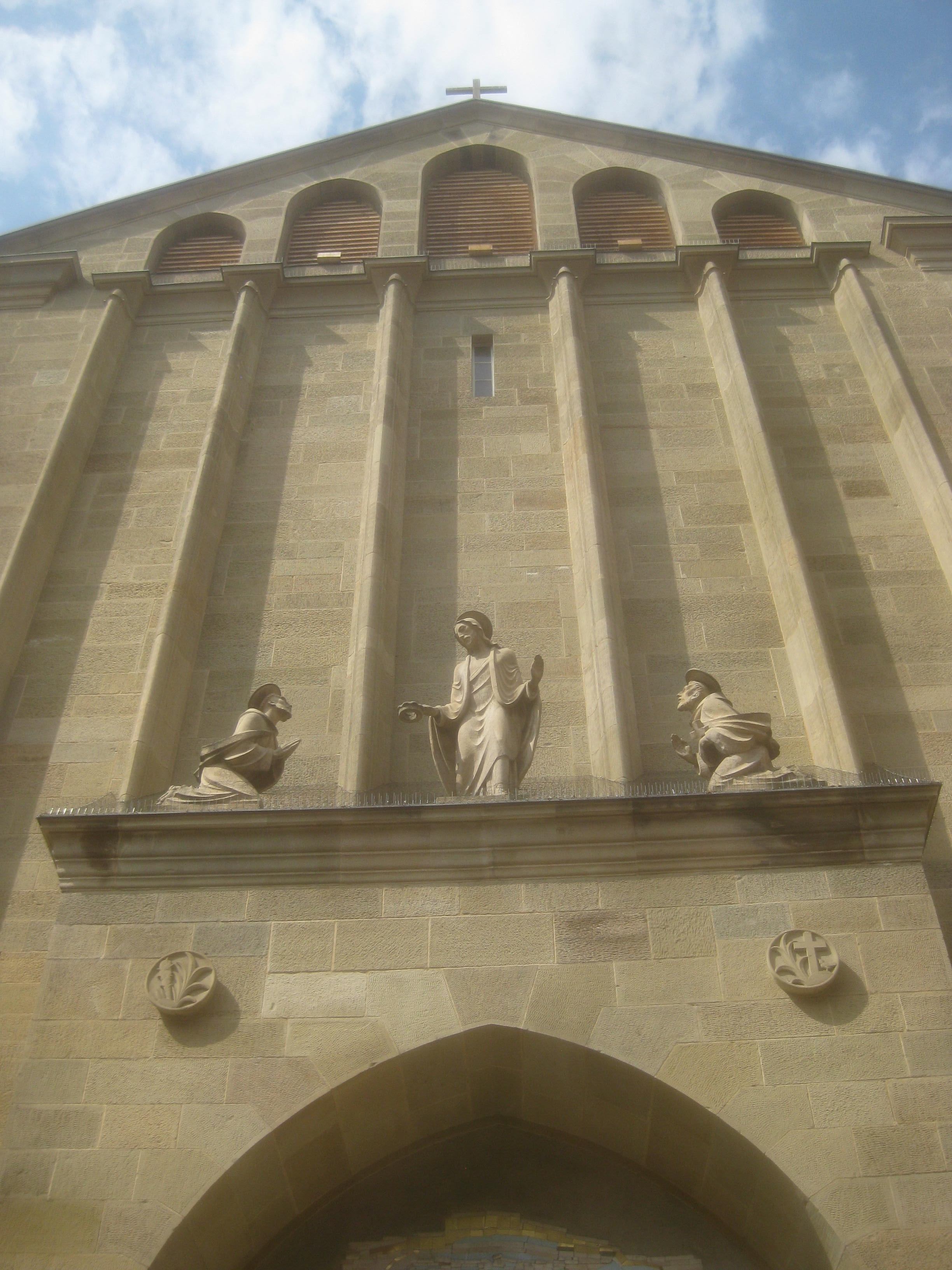
Hauptfassade.
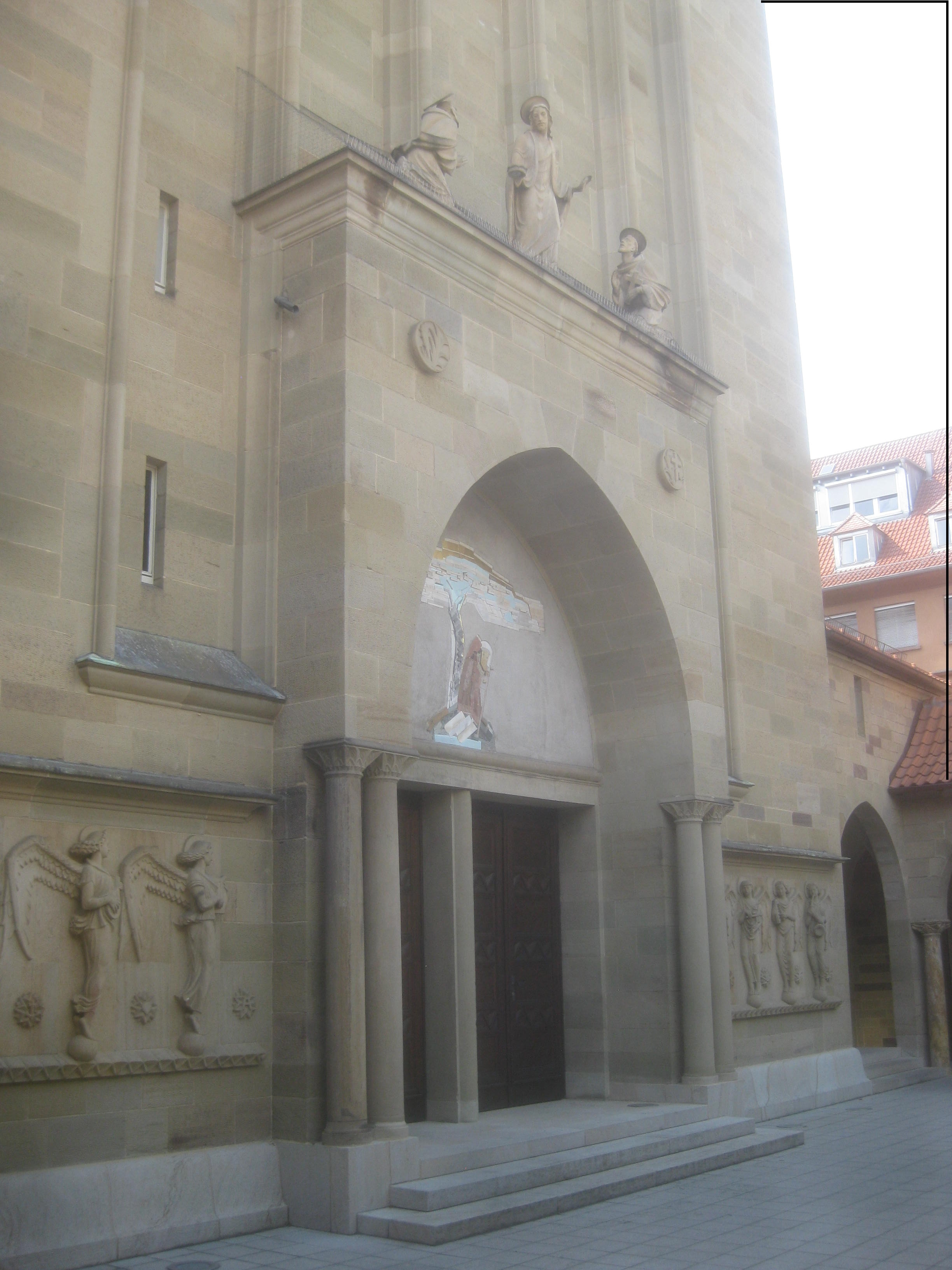
Hauptportal.
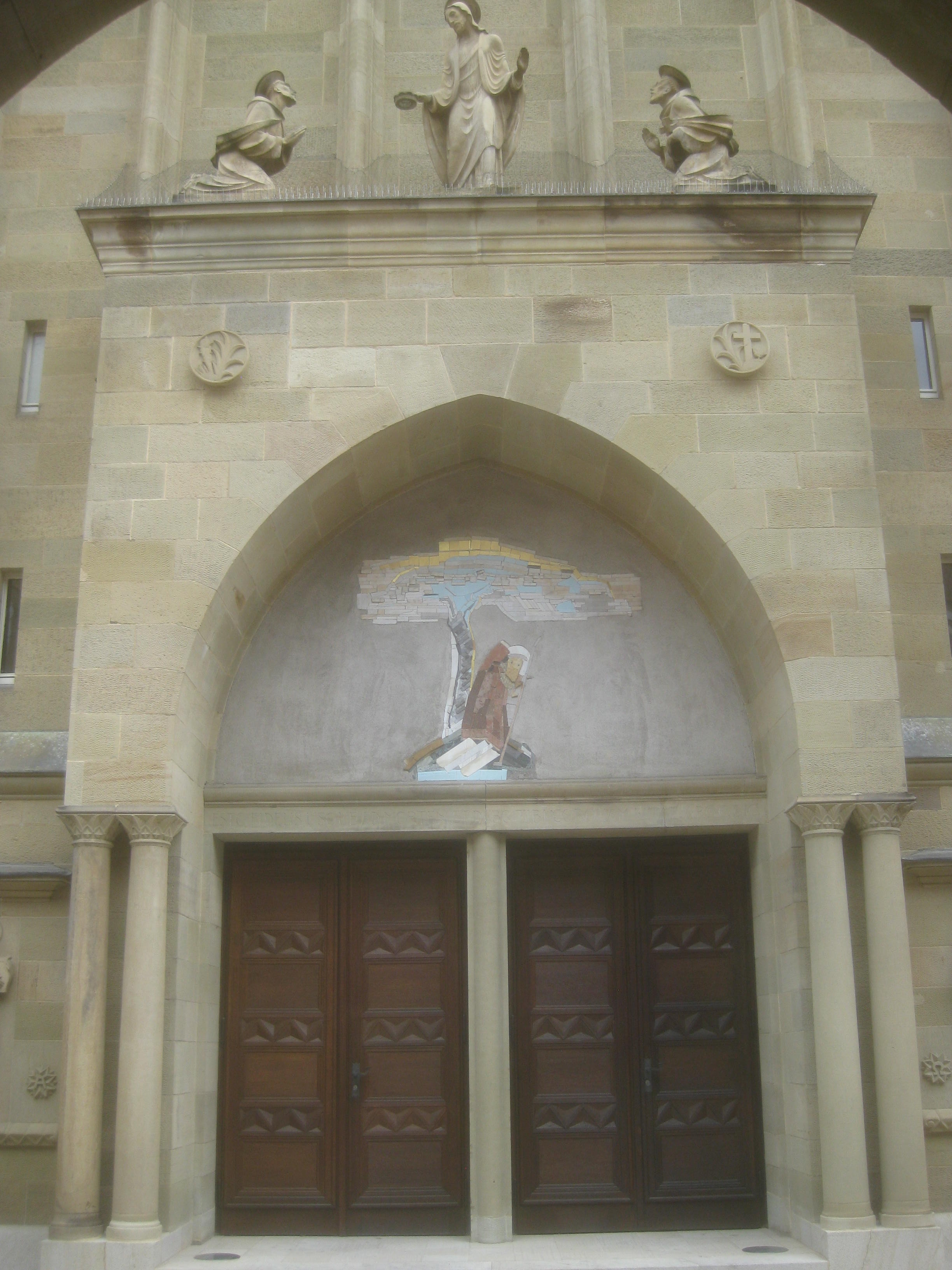
Hauptportal.

### Fassade
Die Hauptfassade ist ebenso wie die Nordseite des Pfarrhauses in glattem, gelbem Schilfsandstein ausgeführt, der aus dem Abbruchmaterial des ersten Stuttgarter Hauptbahnhofs in der Bolzstraße gewonnen wurde. Sie öffnet sich durch den Hauptportalvorbau und zwei Nebenportale zum Kircheninnern.
Die Fassade wird durch Dienste (senkrechte Leisten) gegliedert und endet in einem Dreiecksgiebel mit fünf Schallfenstern, hinter denen sich die Glockenstuben verbergen. Die sechs Dienste trennt ein durchlaufendes (verkröpftes) Gesimsband von den Schallfenstern. Zu beiden Seiten schließt ein kurzes Kranzgesims an, das in das Giebelgesims übergeht. Die Giebelspitze krönt ein schlichtes Kreuz auf einer Kugel.

### Hauptportal

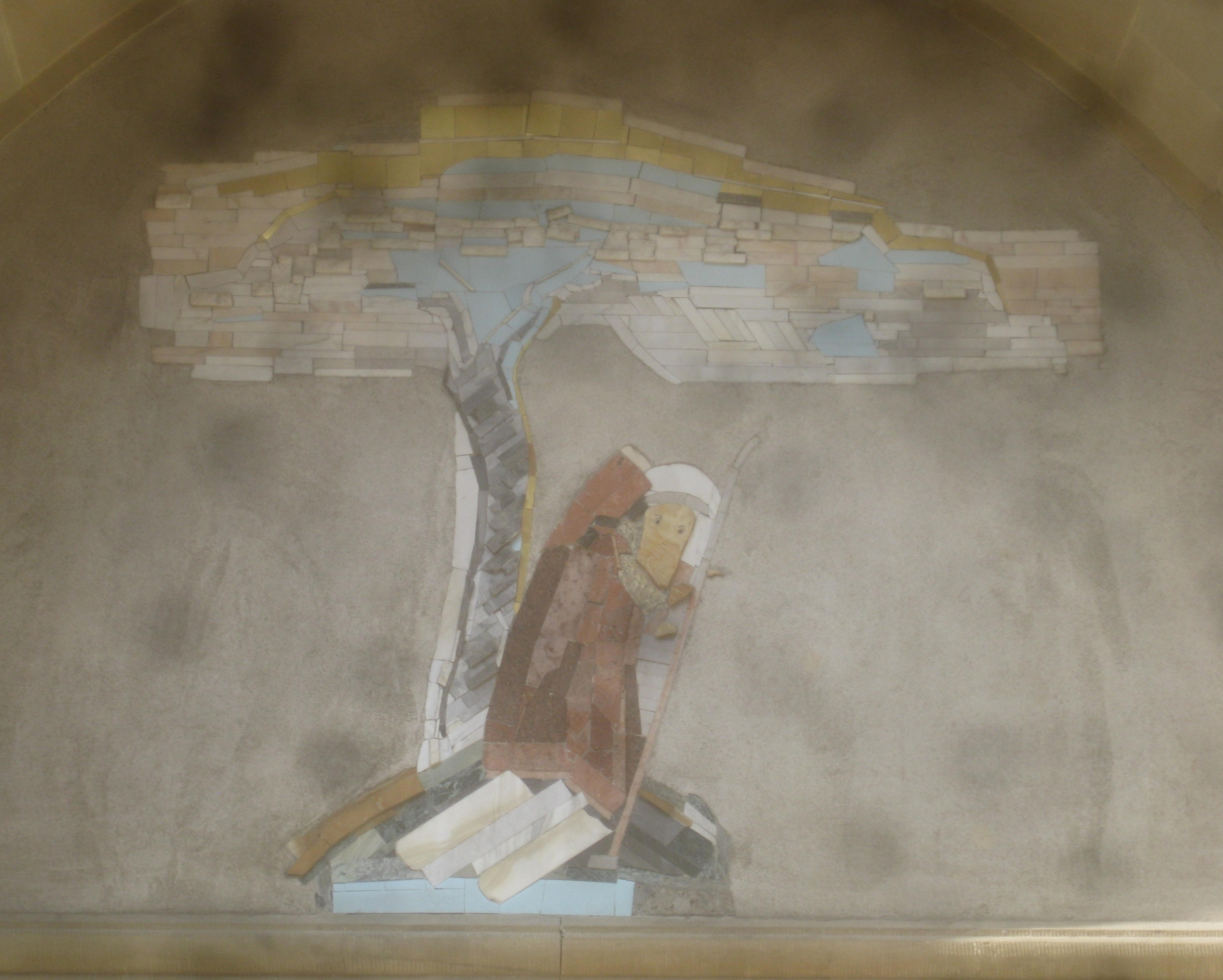
Mosaik im Bogenfeld des Hauptportals.

Der leicht vorspringende Hauptportalvorbau überspannt eine Spitzbogenlaibung und endet in einem Gesims mit einer dreiteiligen Figurengruppe. Der Vorbau ist wie die übrigen Kirchenmauern aus gelbem Sandsteinquadern mit glatter Stirnfläche gemauert. An den Seiten wird der Bogen von je zwei gekuppelten Säulen gestützt, die auf hohen Quadersockeln ruhen und in Kapitellen mit Blätter- und Sternornamenten endigen.
Die beiden durch einen Steinpfosten getrennten Pforten des Hauptportals werden durch zweiflügelige Holztüren geschlossen, die in vier durch Wellenreliefs getrennte Kassettenfelder aufgeteilt sind. Die beiden Nebenportale der Hauptfassade und die beiden Seitenportale des Langhauses sind ebenso aufgebaut. Der waagerechte Sturz trägt die Inschrift:
Esto fidelis usque ad mortem et dabo tibi coronam vitae. Apoc. 2.10
(„Sei getrost bis an den Tod, so will ich dir die Krone des Lebens geben.“ Offenbarung des Johannes 2, 10)
Das Bogenfeld über dem Sturz ist mit einem nach 1945 entstandenen Mosaik geschmückt. Es zeigt einen Hirten mit Stab, der sich unter einem Baum mit breiter Schirmkrone ausruht und vor der Sonne schützt. Bedeutung und Künstler sind nicht bekannt.
Ursprünglich war das Bogenfeld mit einem Fresko von Josef Zeitlers Tochter Magdalene Giessenhoffer-Zeitler (1893–?) ausgestattet, die vorwiegend als abstrakte Malerin arbeitete. Es zeigte eine Schutzmantelmadonna und vier Szenen aus dem Leben des heiligen Fidelis von Sigmaringen. Das Fresko wurde 1944 im Zweiten Weltkrieg zerstört.
Das Hauptportal wird von einer dreiteiligen Figurengruppe bekrönt und von zwei Engelsfriesen flankiert (siehe unten).

### Skulpturen

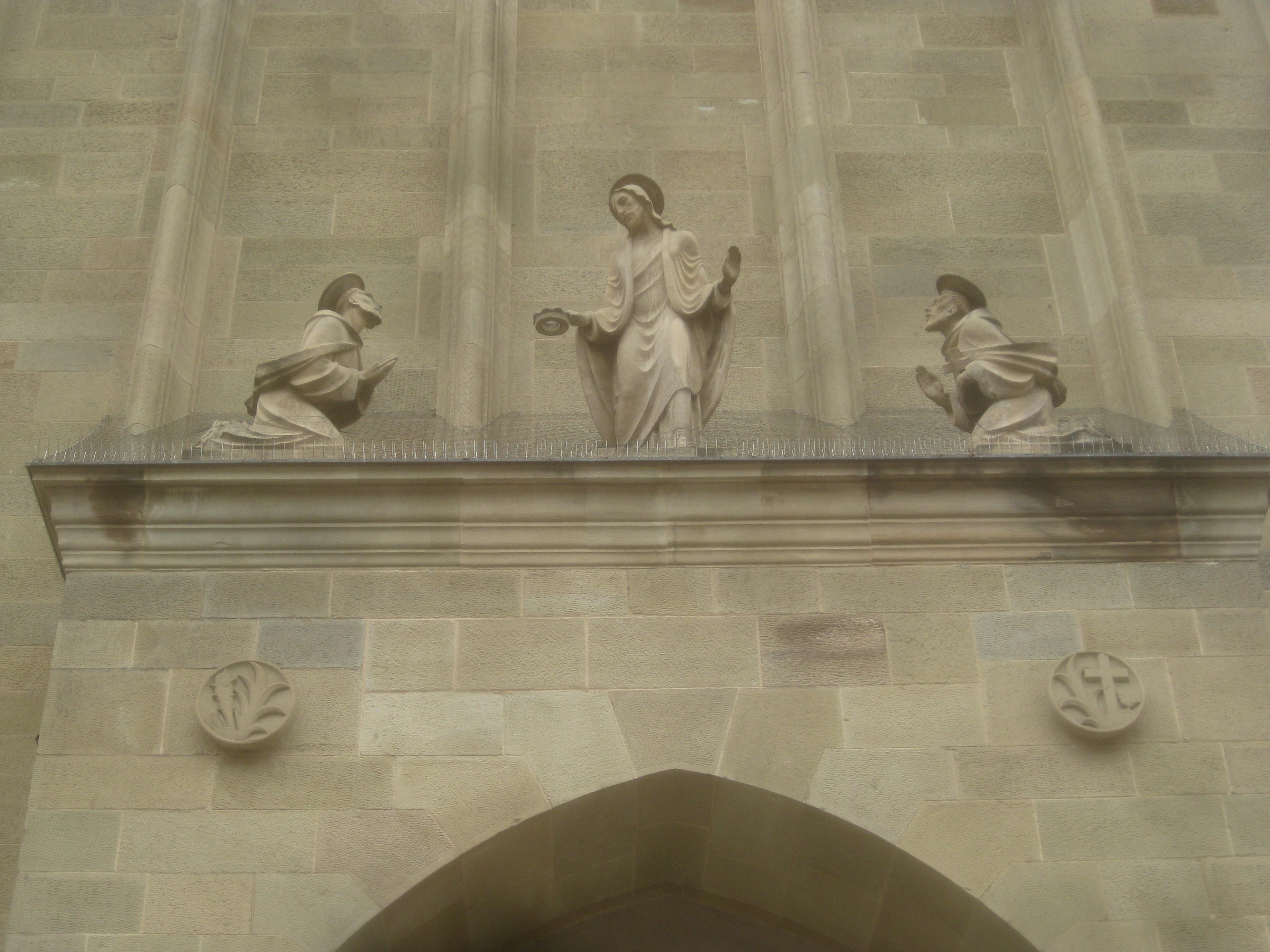
1.
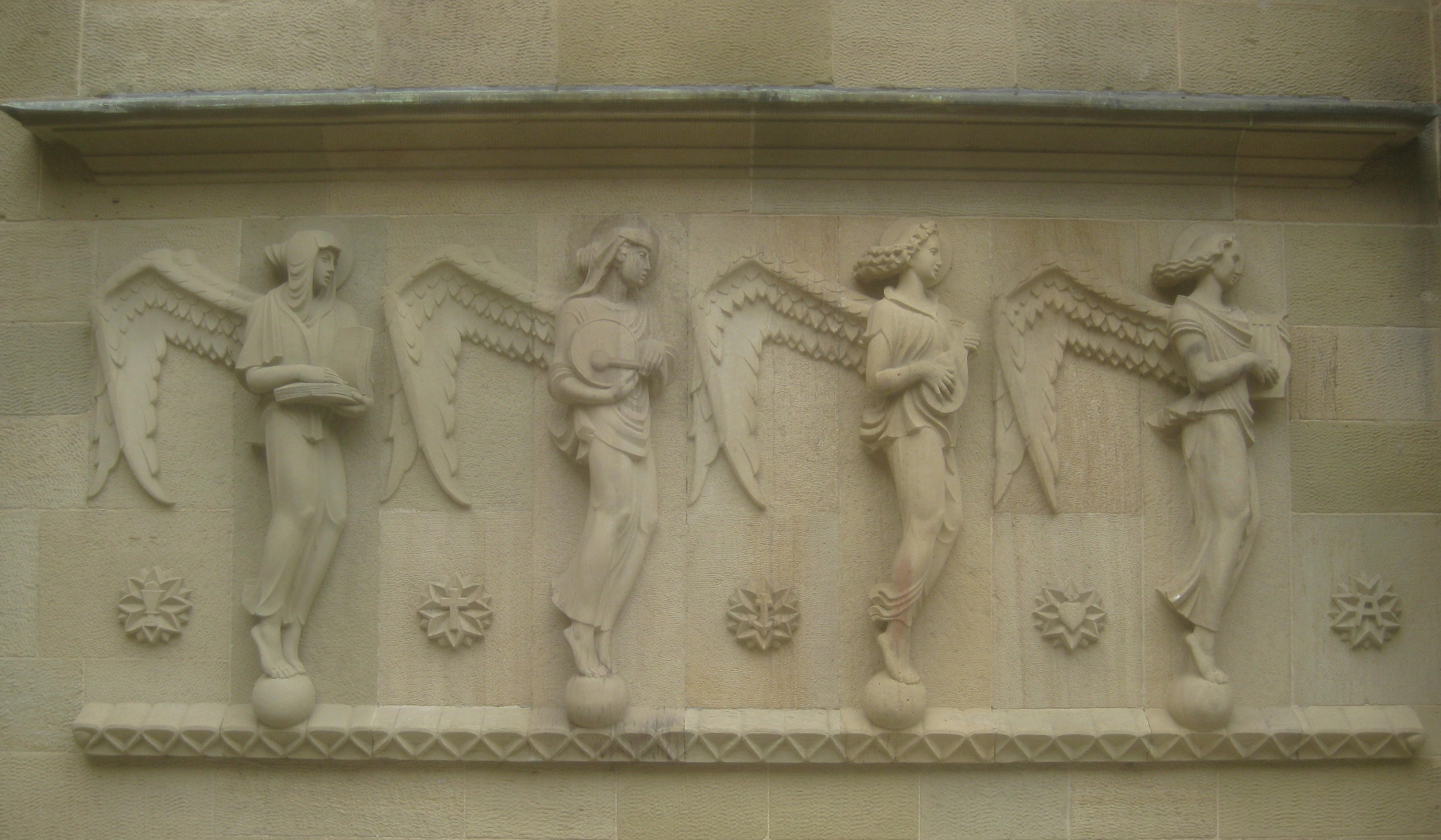
2.
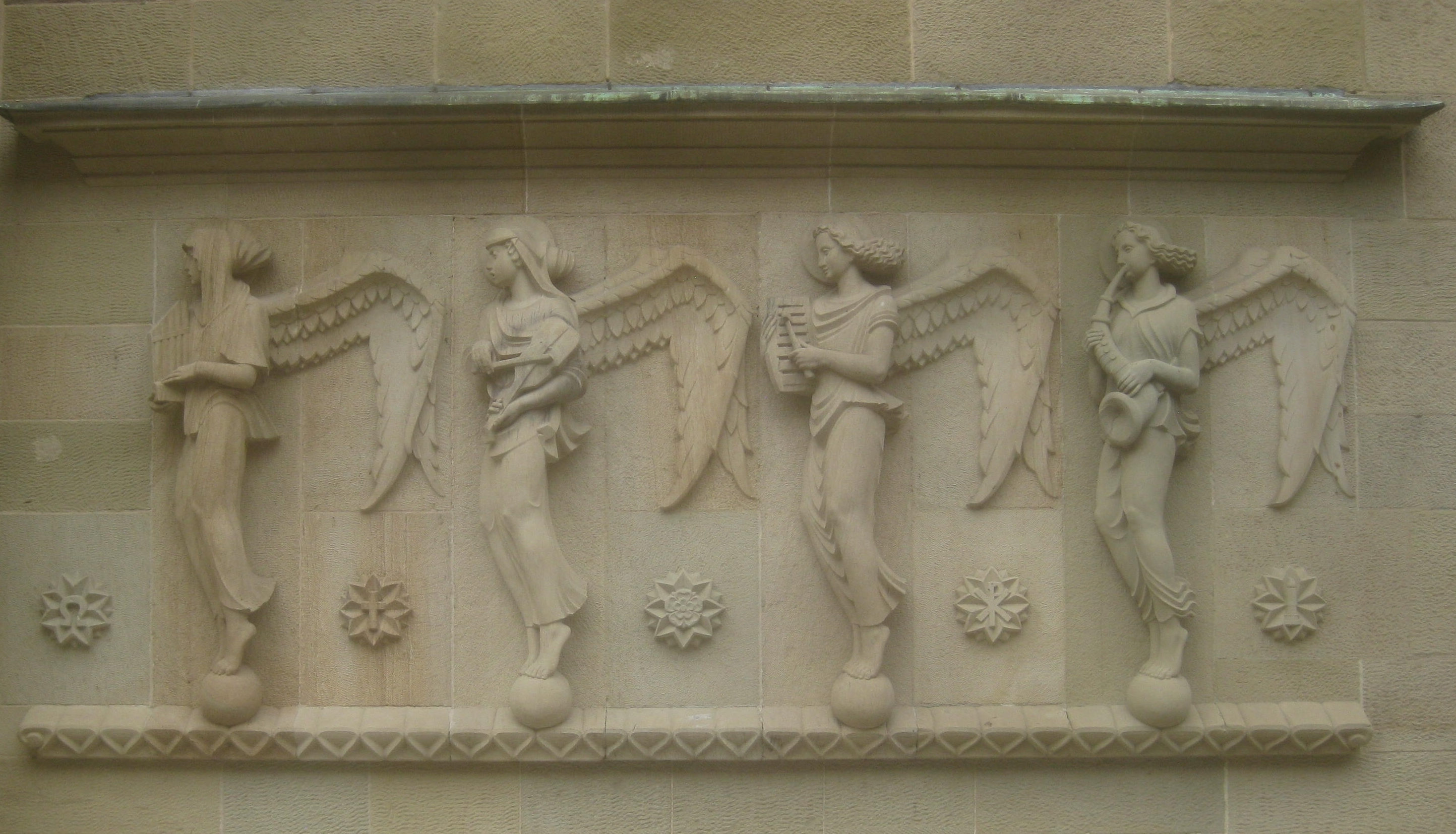
3.

Die Figurengruppe und die beiden Engelsfriese der Hauptfassade schuf 1925 der Stuttgarter Bildhauer Josef Zeitler.
| 1. | Portalgesims mit der Statue Christi, der dem heiligen Fidelis von Sigmaringen und dem heiligen Franz von Assisi die Märtyrerkrone überreicht. Die Statuen wurden aus Kunststein geschaffen. In den runden Reliefmedaillons unterhalb der Figurengruppe kennzeichnet eine Märtyrerpalme die beiden Heiligen als Märtyrer. Das linke Medaillon zeigt außerdem die Stachelkeule (Prättigauer Prügel), ein Attribut des heiligen Fidelis von Sigmaringen, und das rechte zeigt Kruzifix und Taube, beides Attribute des heiligen Franz von Assisi. |

Das Hauptportal wird von zwei gegenläufigen Engelsfriesen flankiert, auf denen in Hochreliefs je vier musizierende Engel dargestellt sind. Die Reliefs wurden aus den Stirnflächen der vermauerten Hausteine des abgebrochenen ersten Stuttgarter Hauptbahnhofs in der Bolzstraße herausgearbeitet. Die Friese tragen in der linken bzw. rechten unteren Ecke die Initialen Josef Zeitlers: JZ.
Die zum Portal gewandten Engel sind mit großen, weit ausladenden Flügeln dargestellt, tragen fußlange Gewänder und ihr Haupt ist verhüllt oder zeigt einen lockigen Haarschopf. Sie „schweben“ mit den Zehenspitzen ihrer nackten Füße auf Kugeln, die auf einer Zickzackleiste ruhen. Das Traufgesims über ihren Köpfen schützt sie vor Regen. Zwischen den Engeln sind Rundmedaillons angeordnet, die in einem doppelten achtzackigen Stern christliche Symbole bergen.
| 2. | Attribute der Engel: Buch, Tamburin, Laute, Lyra. Symbole: Abendmahlskelch mit schwebender Hostie, lateinisches Kreuz, Ankerkreuz, flammendes Herz Jesu, der Buchstabe Alpha. (Die Buchstaben Alpha und Omega sind das Symbol für Christus als Anfang und Ende (Offenbarung des Johannes 22, 13).) |
| 3. | Attribute der Engel: Panflöte, Fidel, waschbrettartiges Instrument, saxophonförmiges Instrument. Symbole: der Buchstabe Omega, lateinisches Kreuz, Rosette, Christusmonogramm XP, brennende Kerze.                                                                                                 |

## Nebenfassaden
Die St.-Fidelis-Kirche wird durch die Hoppenlau-Schule im Norden und Westen und die Rosenberghöfe im Süden an drei Seiten eingeschlossen, so dass die Nebenfassaden nicht ins Auge fallen. Sie sind dementsprechend nicht in Naturstein ausgeführt, sondern verputzt.
Den Langhausfassaden im Norden und Süden sind die niedrigen Seitenschiffanbauten vorgesetzt. Sie sind mit einem Pultdach aus Ziegeln gedeckt. Ihre Außenfront wird in der Mitte durch ein Seitenportal von der Größe und dem Aufbau der Nebenportale durchbrochen. An drei Stellen springen die Beichtstuhlnischen an der Außenwand der Seitenschiffanbauten nach außen vor. Die Nischen werden nur noch an der Nordseite für Beichtstühle benutzt, im Süden sind zwei der Nischen zugemauert, in der dritten ist die Skulptur einer Pietà aufgestellt.

## Innenraum

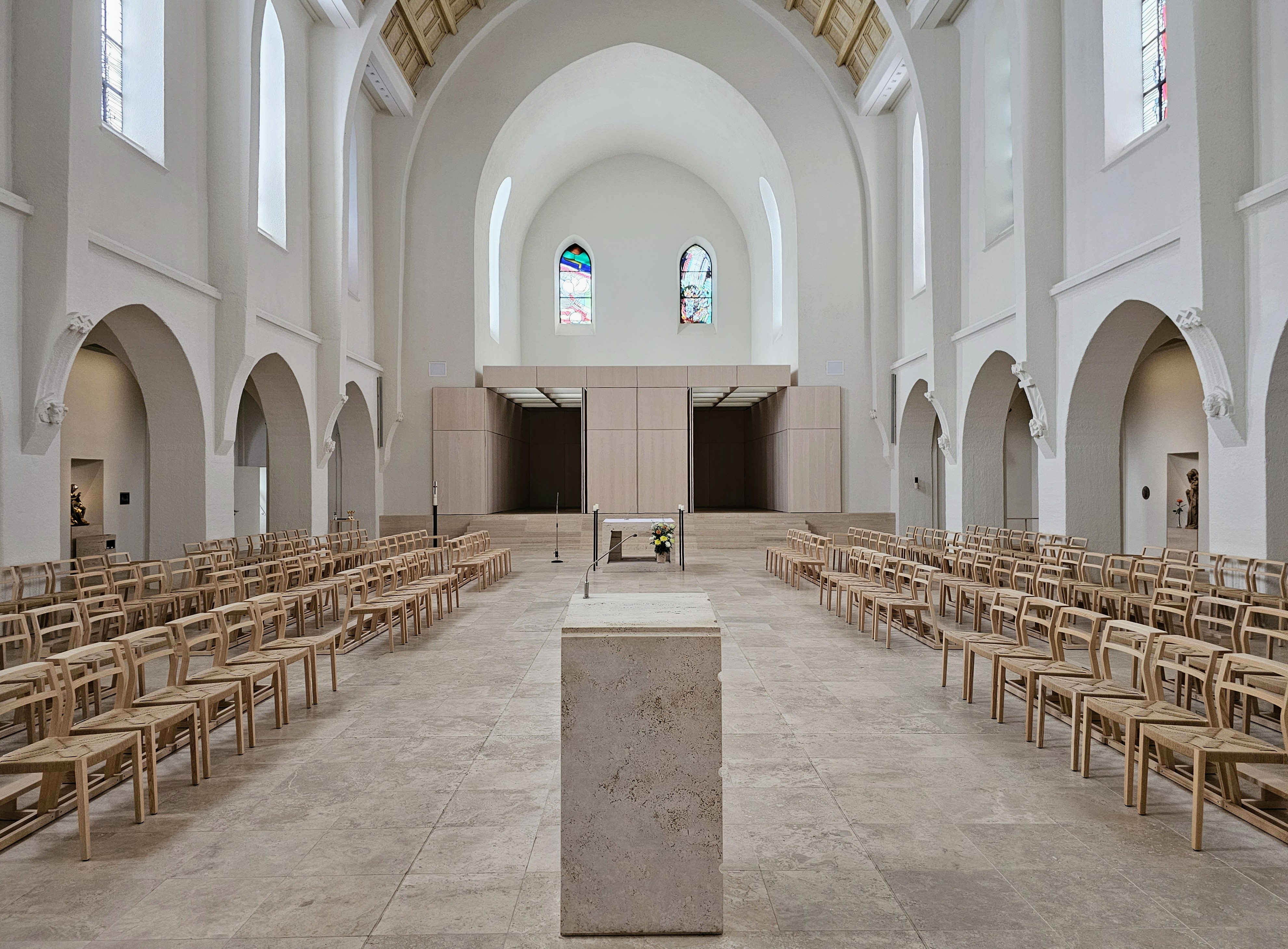
Innenraum (2023)

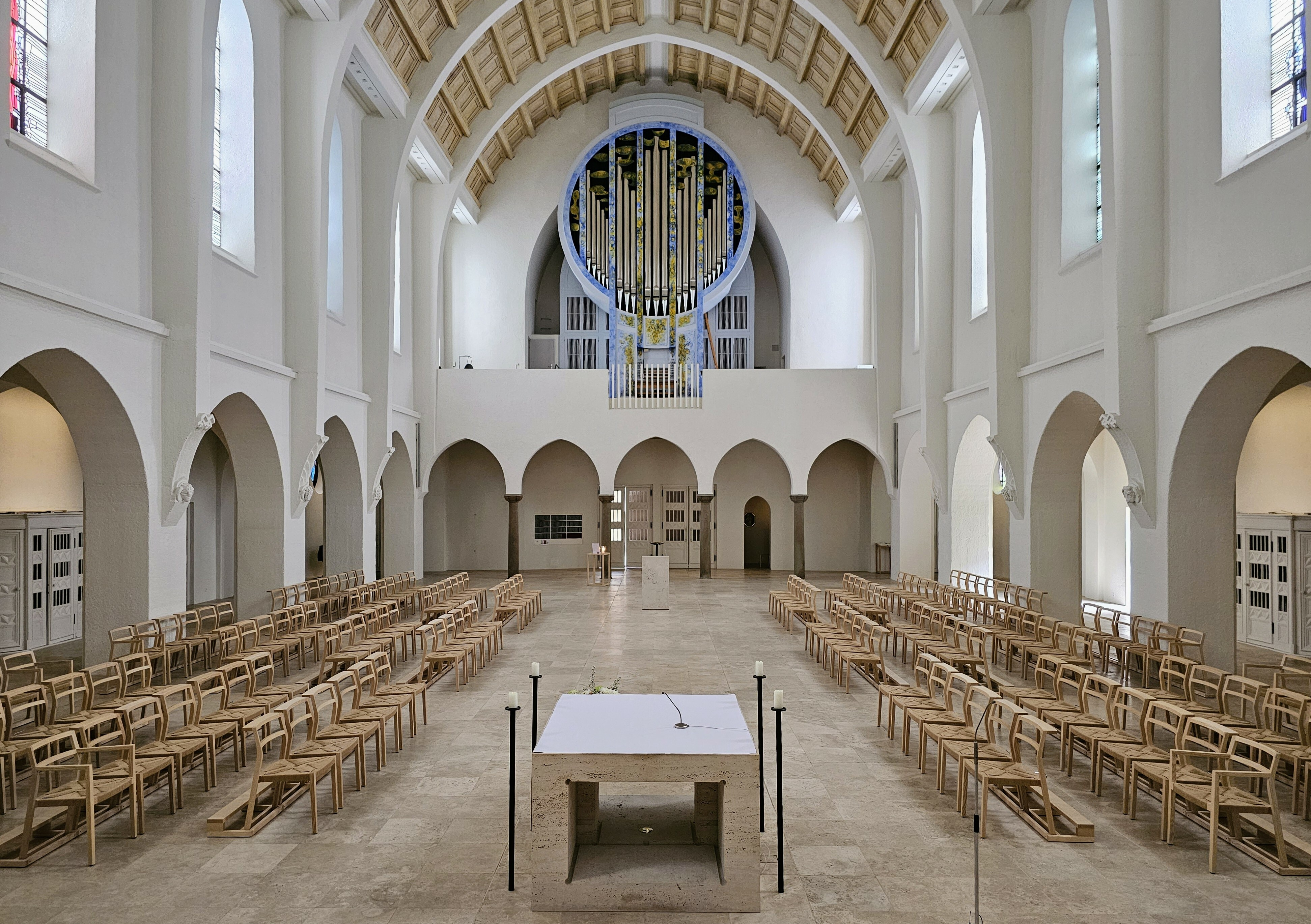
Blick zur Orgel

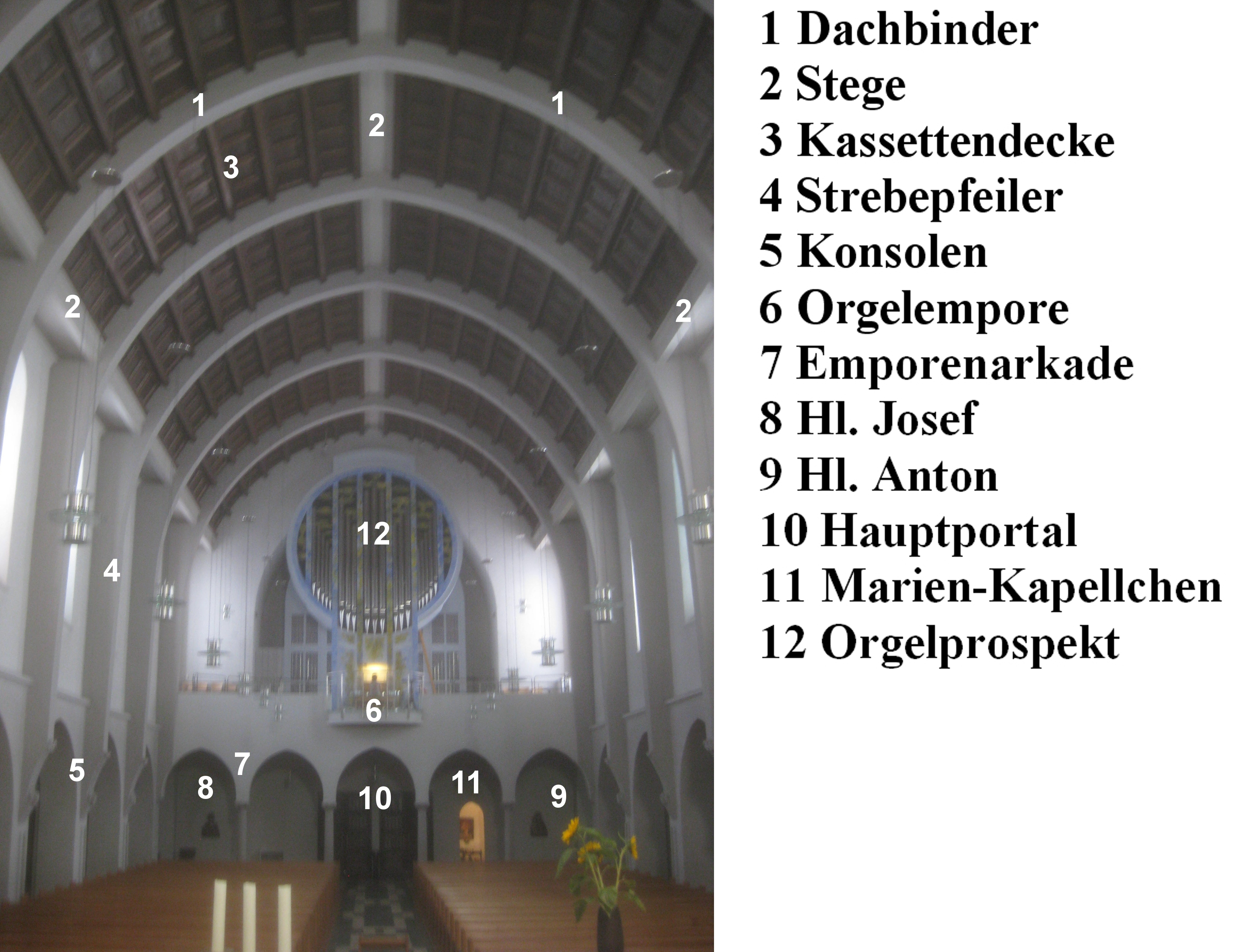
Legende des Innenraums.

### Halle
Das Kircheninnere stellt sich als eine hohe, lichtdurchflutete Halle dar. Die innere Gesamtlänge der Kirche beträgt 40,2 Meter, die Gesamtbreite 21,8 Meter, und das Mittelschiff ist 32 Meter lang und 14,5 Meter breit. Das kassettierte, hölzerne Tonnengewölbe wird durch die Dachbinder aus Eisenbeton wie durch Gewölberippen in sieben Joche gegliedert. Sie haben eine Spannweite von 14,5 Metern und eine Scheitelhöhe von 16,5 Metern und werden durch längs verlaufende Eisenbetonstege in First- und Trauflage gegeneinander versteift. Die Binder setzen sich an den Wänden in Strebepfeilern fort und enden in skulptierten Konsolen. Zwischen den Strebepfeilern sind die hohen Buntglasfenster des Mittelschiffs angeordnet.

### Chor
Der 9,2 Meter breite und 8,2 Meter tiefe Chor verengt sich gegenüber dem Mittelschiff zu einem nischenartigen, spitzbogigen Raum, der leicht erhöht über dem Niveau der Schiffe liegt. Er wird durch zwei Seitenfenster und zwei Fenster in der Rückwand, die das Kruzifix trägt, hell erleuchtet. Der freistehende, schlichte Altar ist zur Gemeinde hin nach vorn gerückt. Einfache hockerartige Sedilien aus edlem Holz säumen die Wände. An der Trennlinie zwischen Chor und Mittelschiff stehen Kanzel und Tabernakel.

### Empore
Die Empore erhebt sich über einem fünfjochigen Arkadengang, der sich in der Mitte zum Hauptportal hin öffnet. Die Brüstung der Empore wird über der mittleren Arkade von einem abgerundeten Balkon mit Glasbrüstung unterbrochen. Die kreisrunde Schauseite der Orgel verdeckt teilweise den hinteren Orgelaufbau, den eine wie im Chor verengte Nische birgt. Unter der Empore befindet sich neben dem Hauptportal eine kleine Nische mit einem Gnadenbild der Madonna mit ihrem Kind.

### Inventar
Das liturgische Inventar aus schwarzgrünem Marmor (Altartisch, Tabernakel, Kanzel, Taufbecken, Weihwasserbecken) setzt sich aus einfachen Zylinder- und Quaderformen zusammen und ist von Schlichtheit geprägt. Der schwarzgrüne Marmor kehrt in dem geometrischen Muster des Fußbodens wieder, das aus weißen und schwarzgrünen Marmorfliesen gebildet wird. Die zweireihig zum Altar hin angeordneten Kirchenbänke sind wie die Sedilien einfach gehalten und aus Holz hergestellt.

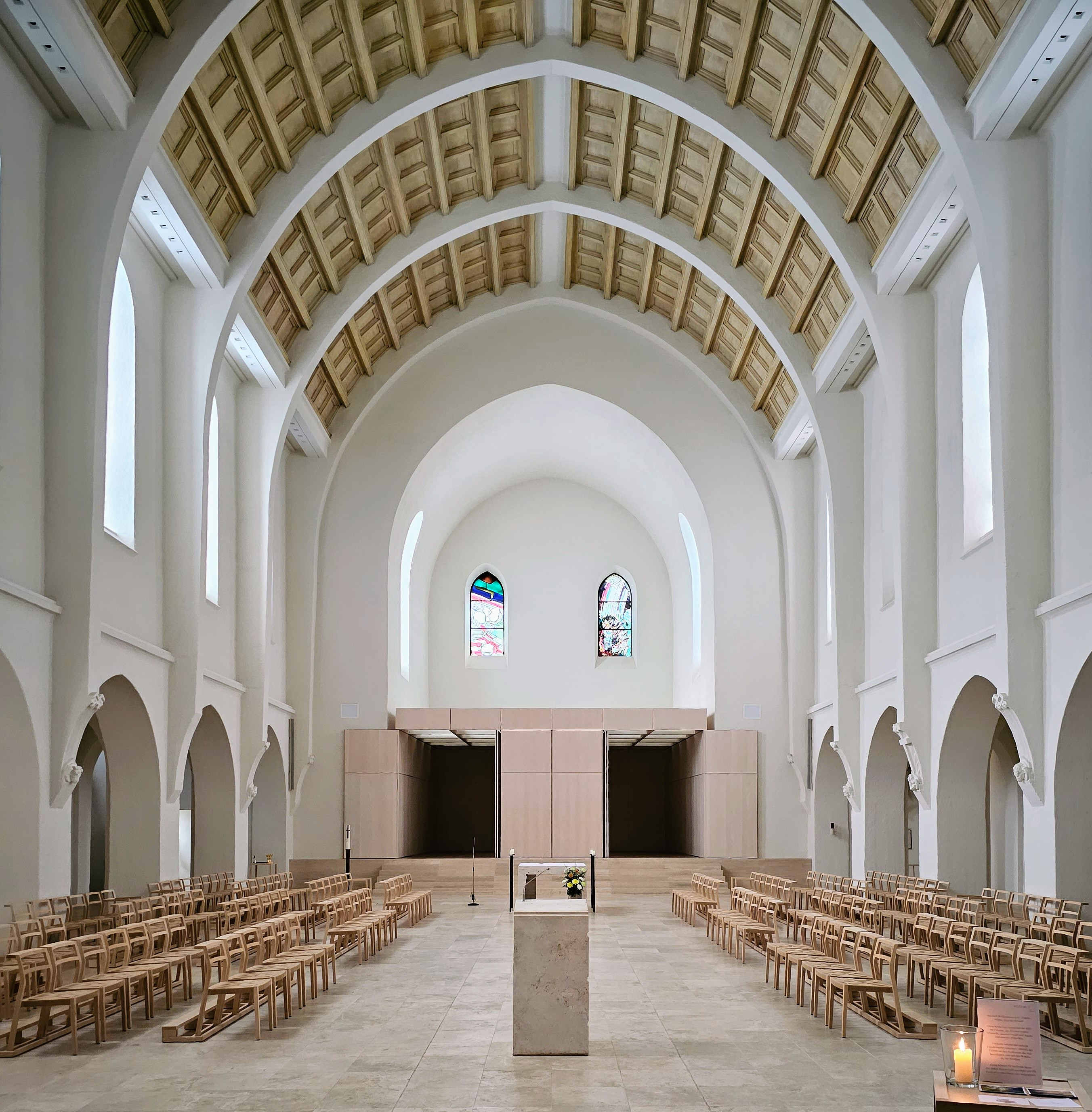
Blick zum Chor
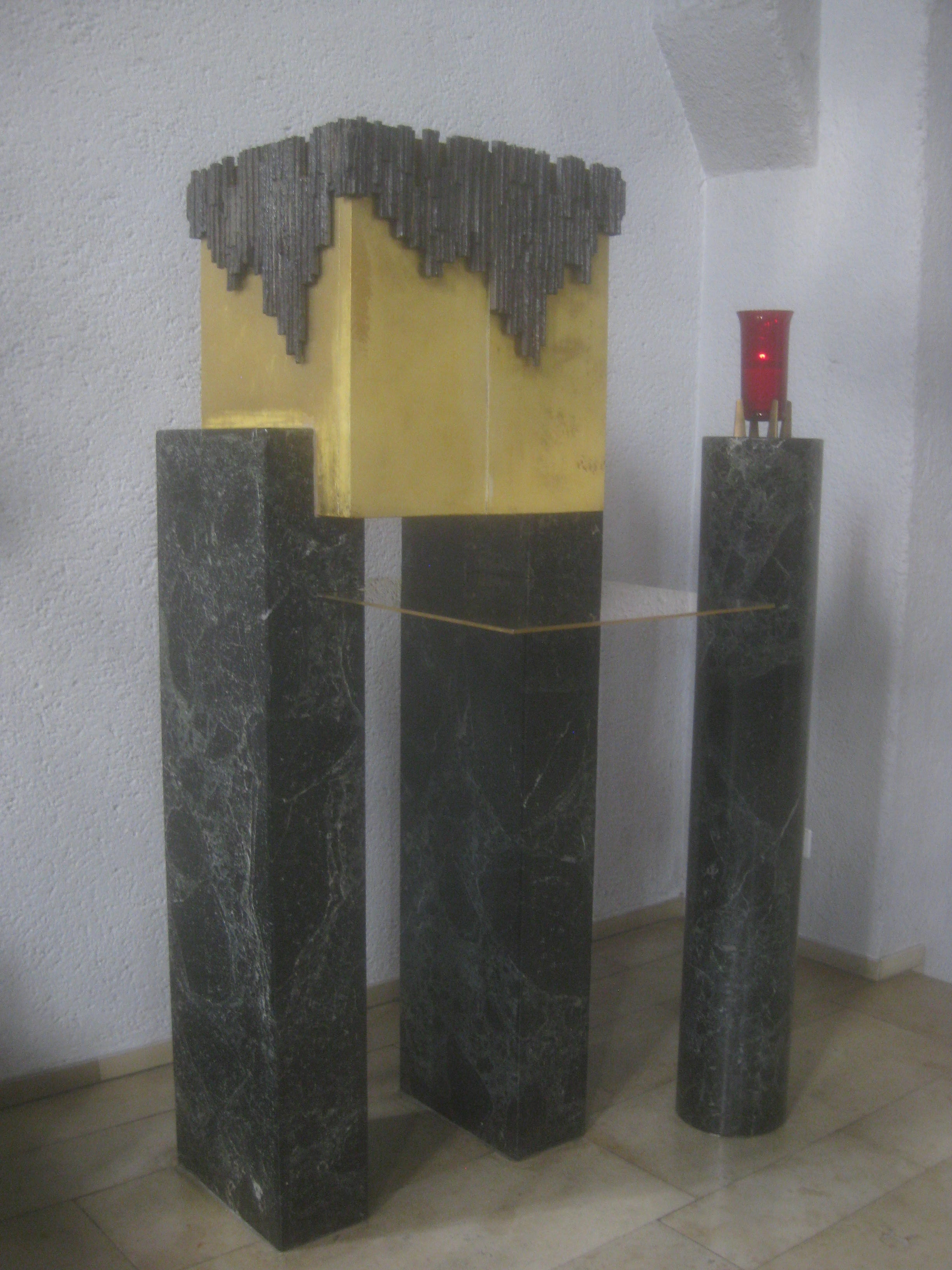
Tabernakel
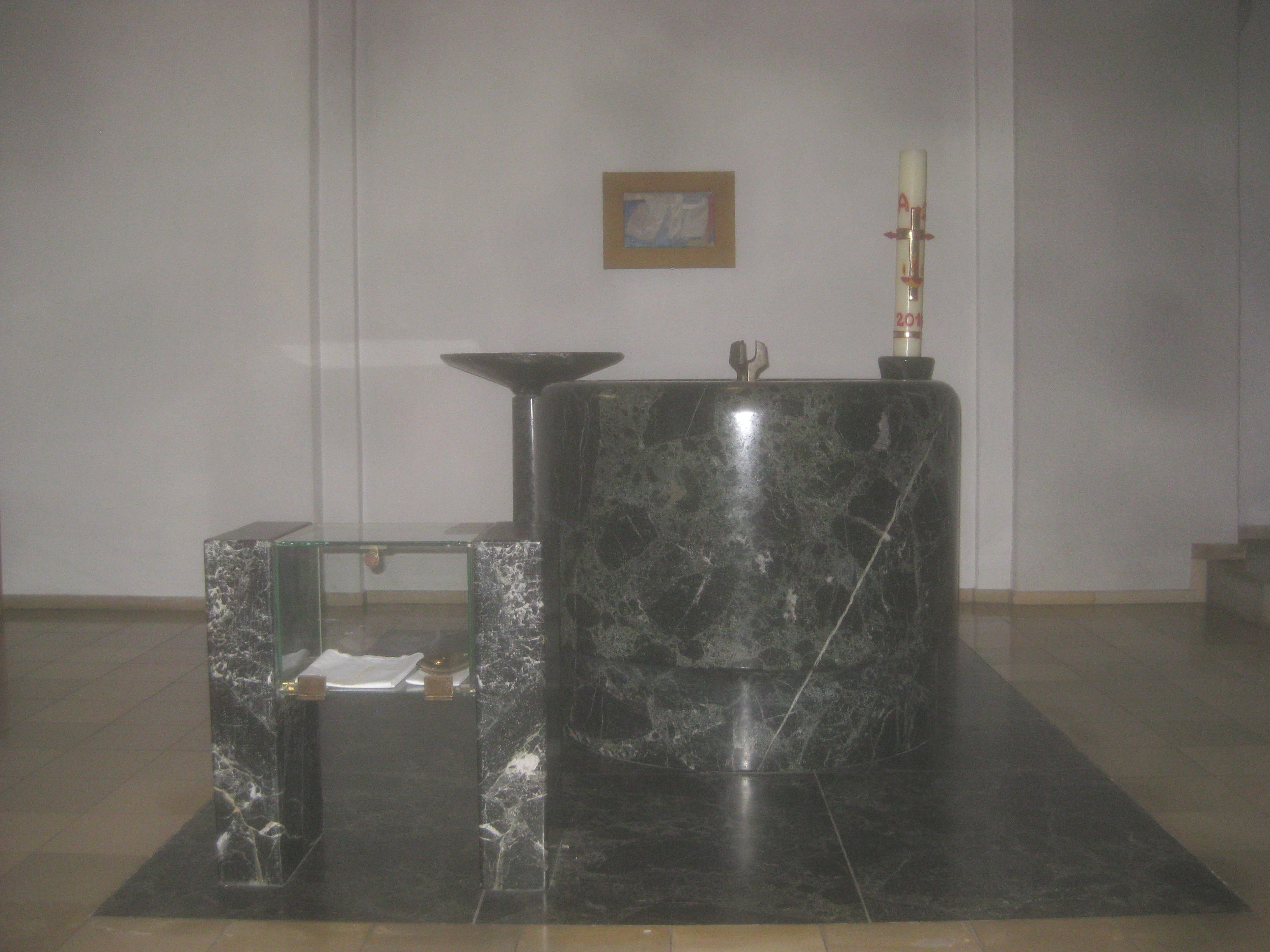
Taufbecken
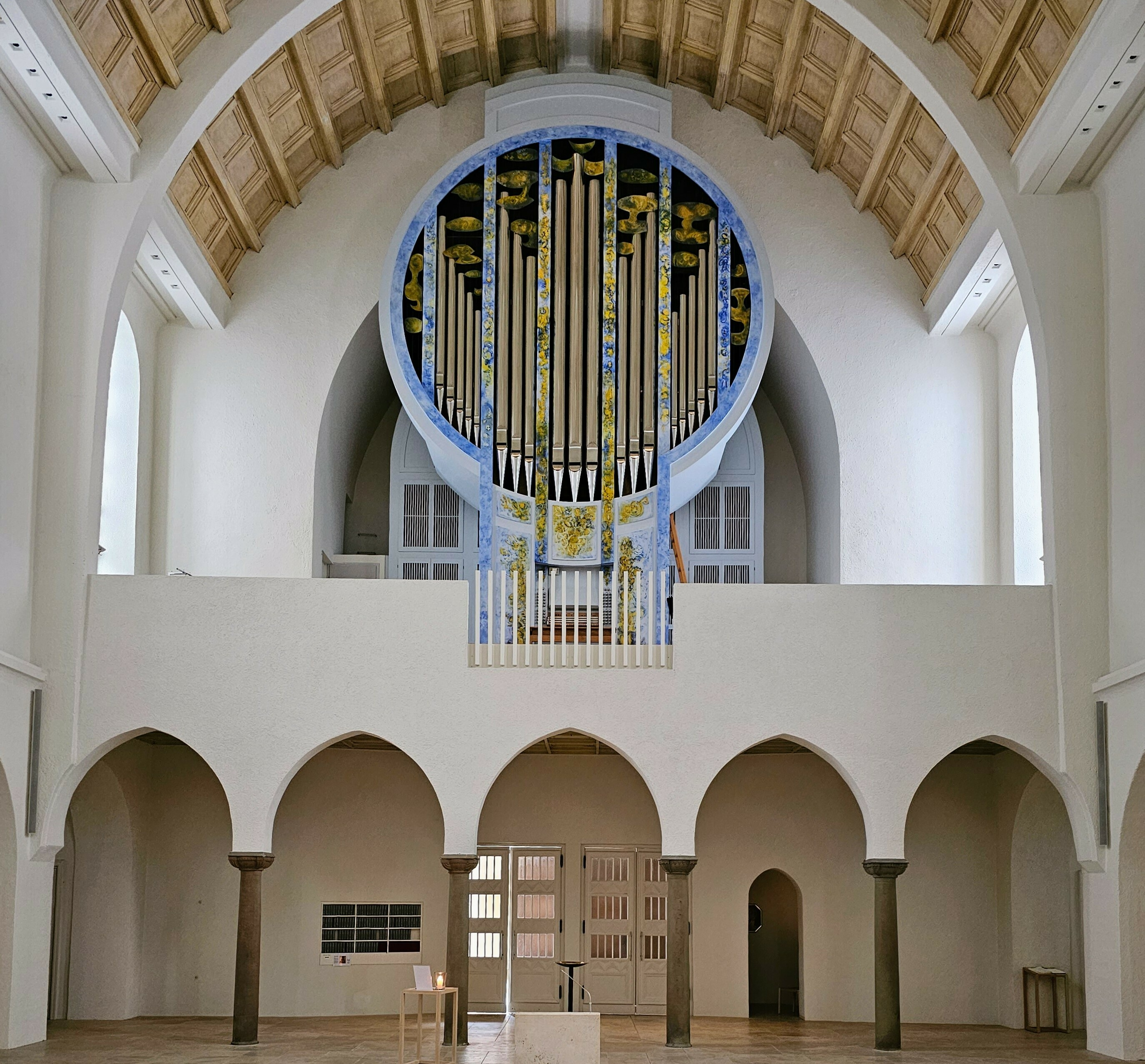
Blick zur Orgel

### Konsolen
Die Strebepfeiler der Dachbinder (außer dem Binder bei der Empore) enden in den skulptierten Konsolen 1L–6L (linke Reihe) und 1R–6R (rechte Reihe), siehe Grundriss. Die Konsolen von Josef Zeitler bestehen aus einem Relief, das in einer Skulptur endet. Gegenüberliegende Konsolen sind gleich aufgebaut und ihre Skulpturen entsprechen einander.

#### Reliefmuster
Vier verschiedene Reliefmuster sind auf die Konsolen verteilt:
| Nr.  | Reliefmuster                                      |
| ---- | ------------------------------------------------- |
| 1, 5 | fünfzackiger, nach unten ausstrahlender Stern     |
| 3, 6 | zwei fünfzackige, nach unten ausstrahlende Sterne |
| 2    | Palme                                             |
| 4    | fünfzackiger Stern, Palme und lateinisches Kreuz  |

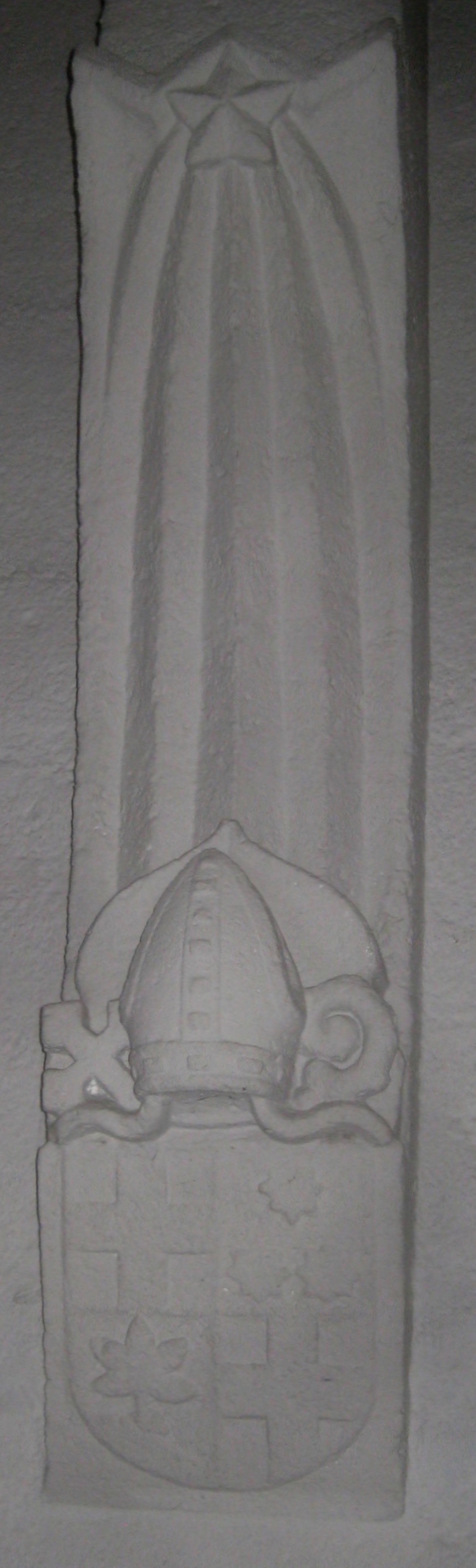
1L.
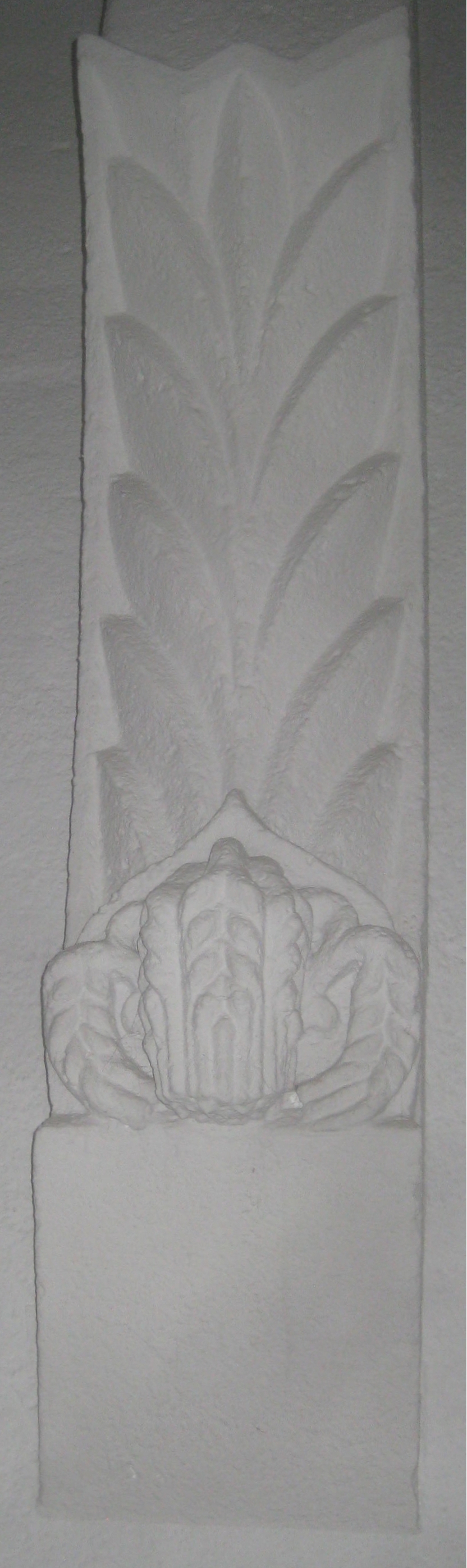
2R.
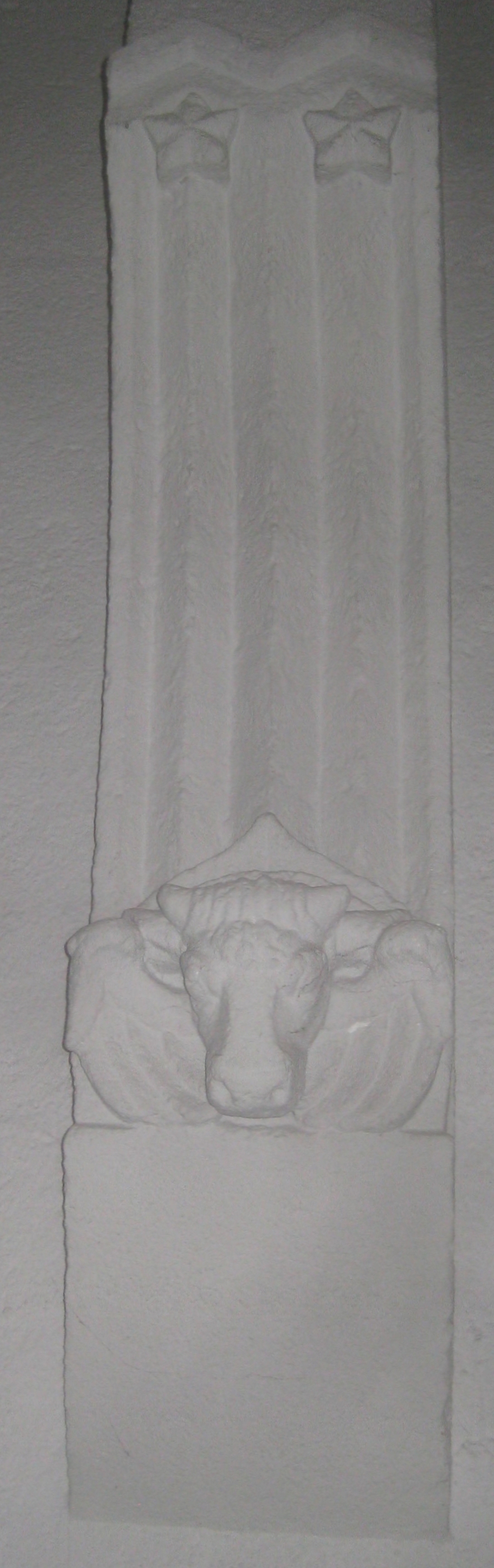
3L.
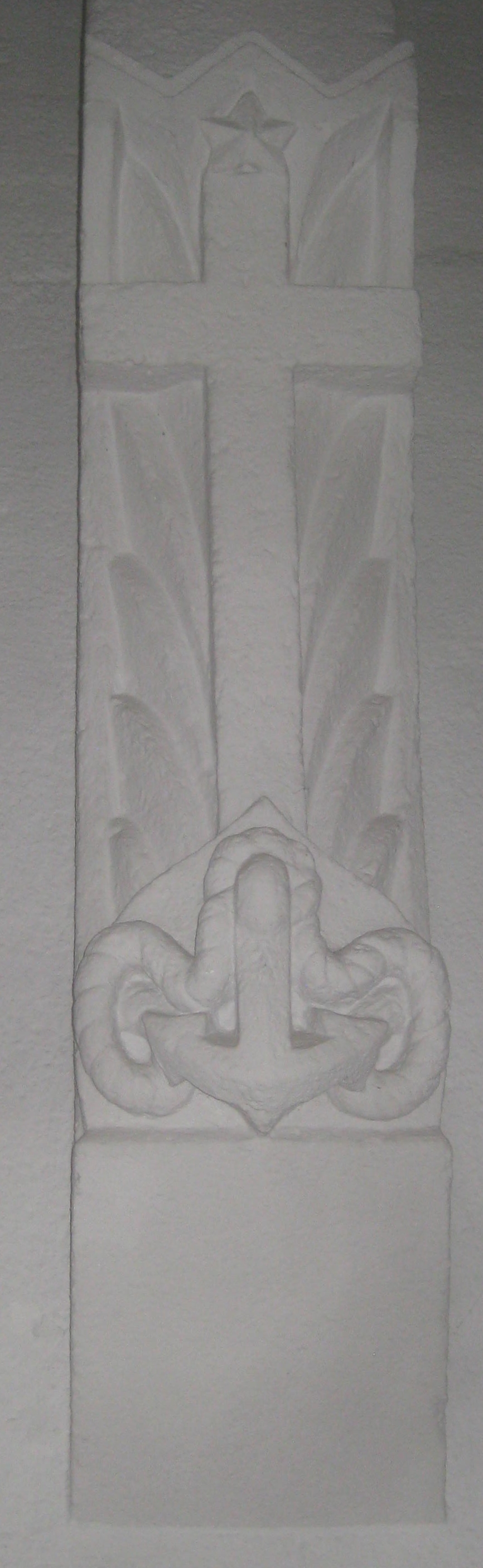
4R.
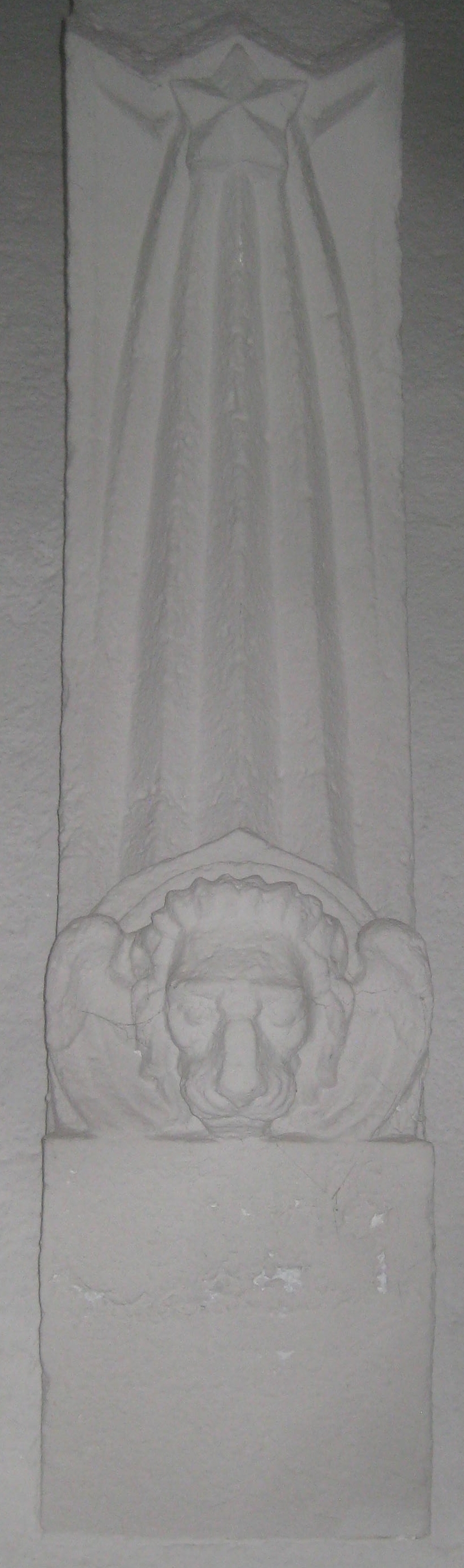
5R.

#### Konsolskulpturen
| Nr. | Art der Konsolskulptur                               | linke Reihe                      | rechte Reihe                    |
| --- | ---------------------------------------------------- | -------------------------------- | ------------------------------- |
| 1   | Wappen                                               | Bischof Paul Wilhelm von Keppler | Papst Pius XI.                  |
| 2   | geflügelte Symbole für das Abendmahl (Wein und Brot) | Traube                           | Ähre                            |
| 3   | geflügelte Evangelistensymbole                       | Stierkopf für Lukas              | Adlerkopf für Johannes          |
| 4   |                                                      | verloren                         | Ankerkreuz, Symbol der Hoffnung |
| 5   | geflügelte Evangelistensymbole                       | Menschenkopf für Matthäus        | Löwenkopf für Markus            |
| 6   |                                                      | verloren                         | verloren                        |

### Glasfenster
Die Kirche ist mit 22 Buntglasfenstern ausgestattet: 4 Rundfenster in den Seitenschiffen, 16 Langhausfenster und 2 Chorwandfenster. Die Fenster wurden von Georg Meistermann entworfen und von der Glaswerkstatt Hans Bernd Gossel in Frankfurt am Main hergestellt. Die ursprüngliche Idee, in 14 der Langhausfenster die Kreuzwegstationen darzustellen, wurde nicht verwirklicht. Stattdessen schuf Meistermann 15 Bildtafeln mit den Kreuzwegstationen, während er für die Langhausfenster das Motiv des Gnadenstroms wählte, das er fast identisch 1962 in der Kirche St. Maria Rosenkranzkönigin in Langenfeld-Wiescheid realisiert hatte.
| Bild | Beschreibung |
| ---- | --- |
|      | Gnadenstrom 16 farbverschiedene, aber sonst identische Langhausfenster, davon 2 auf der Empore, 12 im Mittelschiff und 2 im Chor Höhe: etwa 450 cm Entstehungsjahr: 1964/1965 Standort: Emporen, Mittelschiff und Chor. Die Langhausfenster „zeigen den Gnadenstrom in einer dreiteiligen vertikalen Komposition: Von den seitlichen Fensterrändern ausgehend, nehmen verschieden proportionierte und dichte weiße Lamellen jeweils etwa ein Drittel der Gesamtfläche ein und enden kurz vor der Mittellinie. […] Der in der Mitte der Fläche entstandene Spalt beinhaltet einen Bildgrund aus dichten, horizontalen Strukturen. Über diese verläuft ein mehrstrahliger, wellengeformter Gnadenstrom. … Die Farbe des stromförmigen Bandes variiert, nimmt an Farbigkeit und Heiligkeit ab und zu.“ |
|      | Heiliger Geist Linkes Chorwandfenster Höhe: ? Entstehungsjahr: 1964/1965 Standort: Chorwand. „Der nach unten ausgerichtete Geistvogel besteht aus mehreren weißen Tropfenformen, an der kleinsten hängt ein kleiner Schnabel. Er schwebt in der Mitte des dreifeldrigen Fensters über einer weißen Kugel als Symbol für die Erde. … Der Vogel sendet diagonale weiße Ströme, eventuell Gnadenströme herab.“ |
|      | Gottvater Rechtes Chorwandfenster Höhe: ? Entstehungsjahr: 1964/1965 Standort: Chorwand. „Im oberen Fensterteil am Fensterrand befinden sich unregelmäßige und zum Teil gitterartig strukturierte weiße Formen, in die das weiße Auge Gottes eingezeichnet ist. Von dem lichterfüllten Gottesauge führen stromartige schräge Linien in vorwiegend Weißnuancen, aber auch Rot, Hellblau, Hellgrün, Violett und Rosa hinab. Sie treffen in der unteren Fensterhälfte auf den Brennenden Dornbusch, in dem sich Gott offenbarte.“ |
|      | Pfingsten Zwei identische Rundfenster. Durchmesser: etwa 130 cm Entstehungsjahr: nach 1965 Standort: linke und rechte Seitenschiffwand, erstes Joch nach dem Hauptportal. In der linken Bildhälfte wird der in der Apostelgeschichte geschilderte Pfingsttag dargestellt, als die Feuerzungen des Heiligen Geistes vom Himmel herab auf die Jünger Jesu regneten (Apostelgeschichte 2, 1–4). Die rechte Bildhälfte zeigt einen Gnadenstrom. |
|      | Herz Mariens Rundfenster Durchmesser etwa 130 cm Entstehungsjahr: 1964/1965 Standort: linke Seitenschiffwand, letztes Joch vor dem Chor. Das Fenster „zeigt das rosafarbene umrahmte, weiße Herz Mariens, in dem sich eine gelb- und rosafarbene Krone befindet. Oberhalb des Herzens steht das Wort »Maria« geschrieben, über dem ein weitgeschweiftes Omega-Zeichen mit einern eingeschriebenen roten Kreuz schwebt.“ |
|      | Herz Jesu Rundfenster Durchmesser etwa 130 cm Entstehungsjahr: 1964/1965 Standort: rechte Seitenschiffwand, letztes Joch vor dem Chor. Das Fenster „zeigt das rote Herz Jesu im Zentrum der Fensterfläche. Es ist von einer grünen Dornenkrone umschlungen. Unterhalb des Herzens schweben drei grün hinterlegte, rote Tropfen.“ |

### Kunstwerke

#### Kreuzweg
Die Kirche ist mit einem Kreuzweg von Georg Meistermann ausgestattet. Die 15 Tafeln mit Kreuzwegstationen entstanden 1967–1969. Station 12 ist ein Glasbild, alle anderen Tafeln sind Ölgemälde. Die Tafeln mit Station 1–5 befinden sich im rechten, die Tafeln mit Station 6–15 im linken Seitenschiff.

#### Andere Kunstwerke

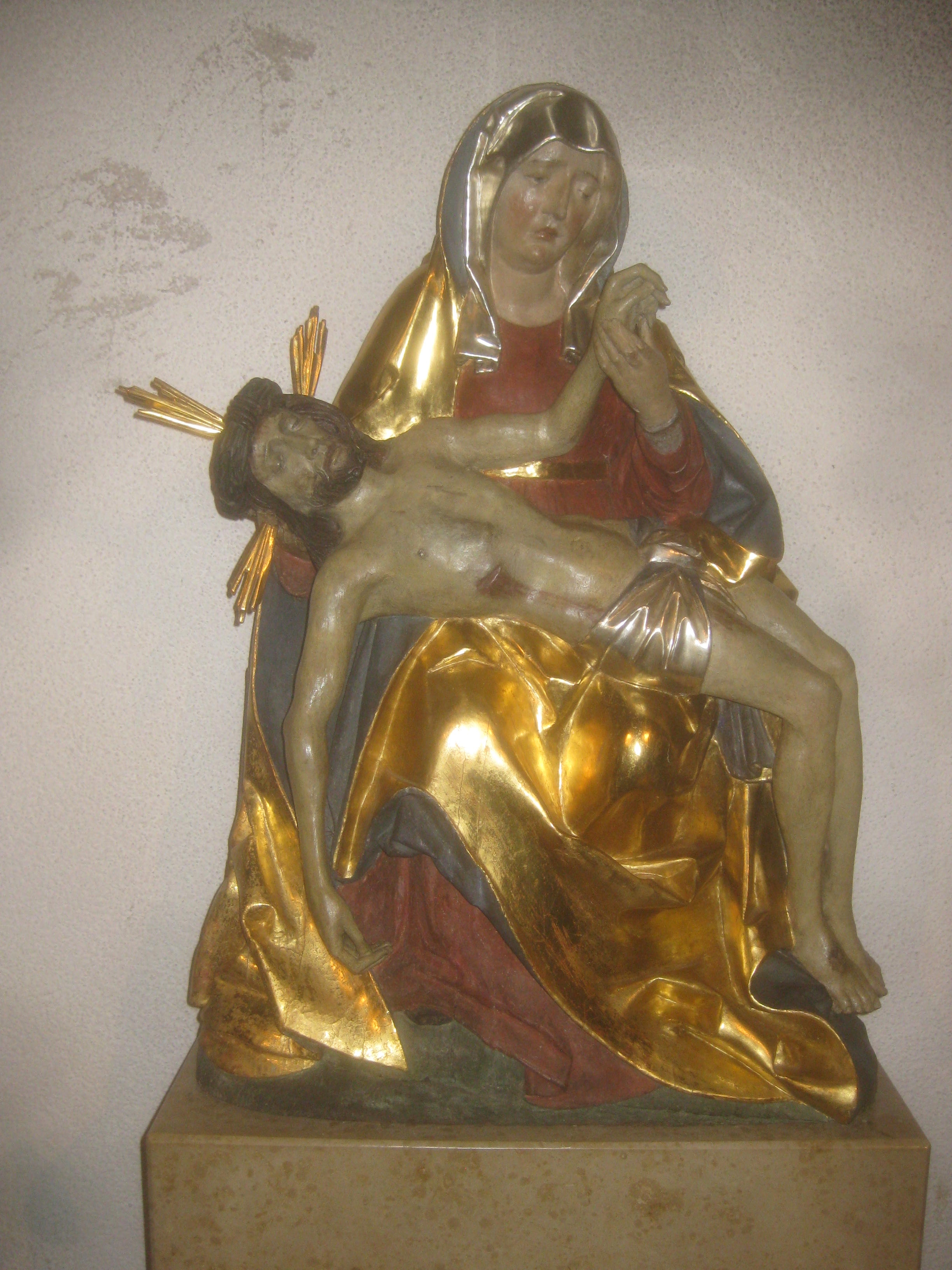
Pietà, Holz, 15. Jahrhundert?, Standort: linkes Seitenschiff.
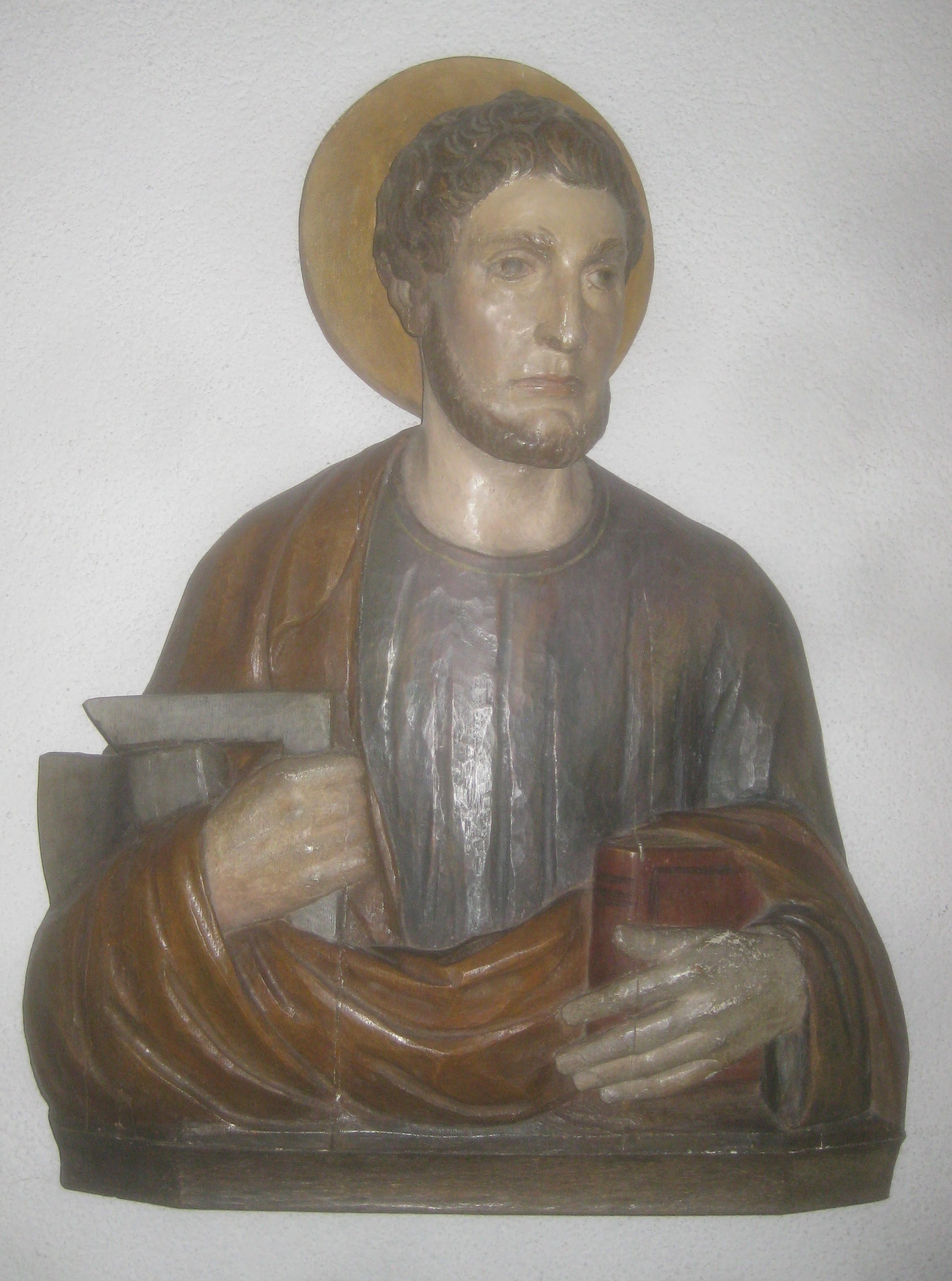
Josef von Nazaret (Attribute: Axt, Winkelmaß und Bibel), Wandbüste, Holz, Standort: links vom Hauptportal.
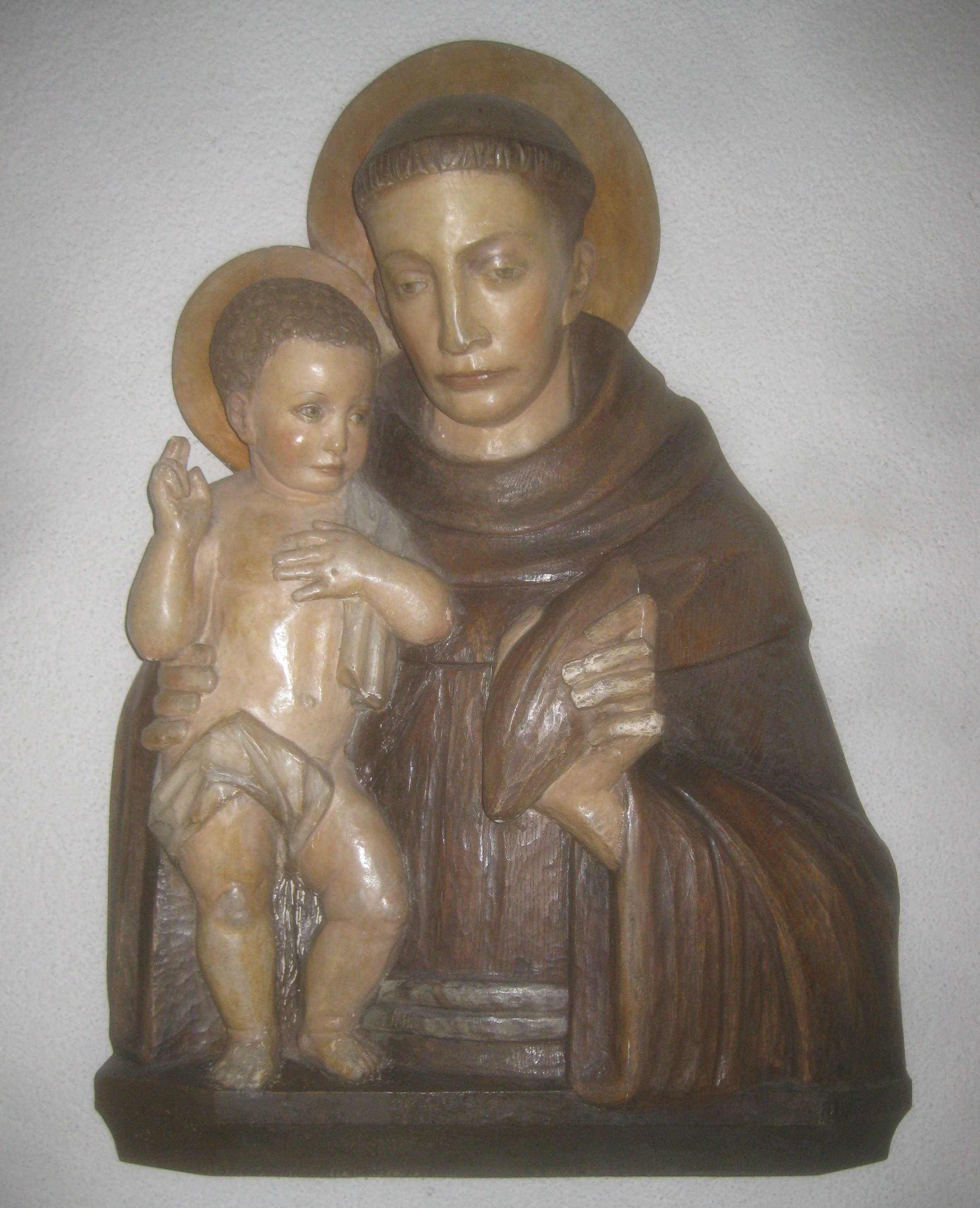
Antonius von Padua (Attribute: Jesuskind und Fisch), Wandbüste, Holz, Standort: rechts vom Hauptportal.
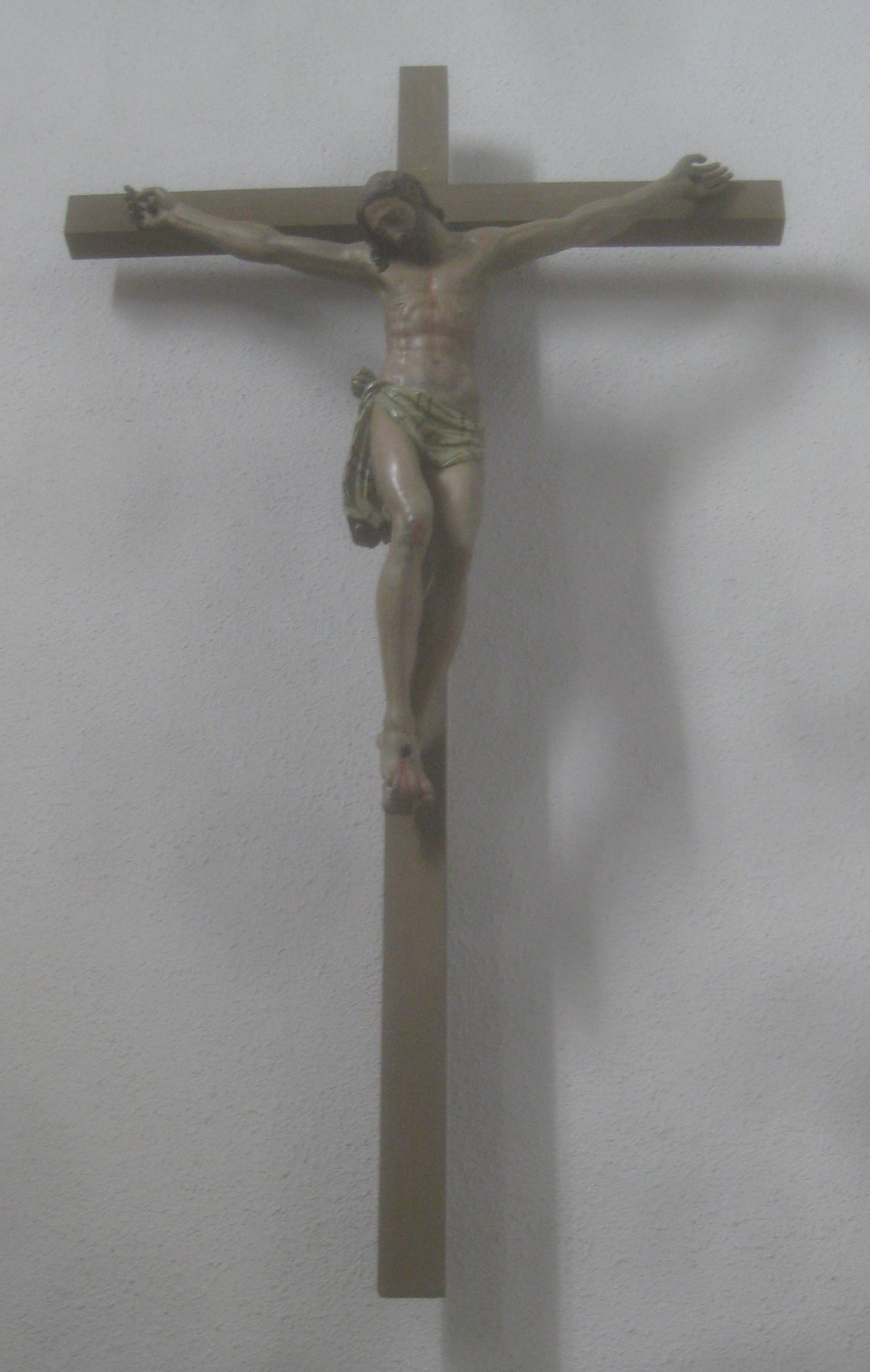
Wandkruzifix, Holz, Standort: hintere Chorwand.
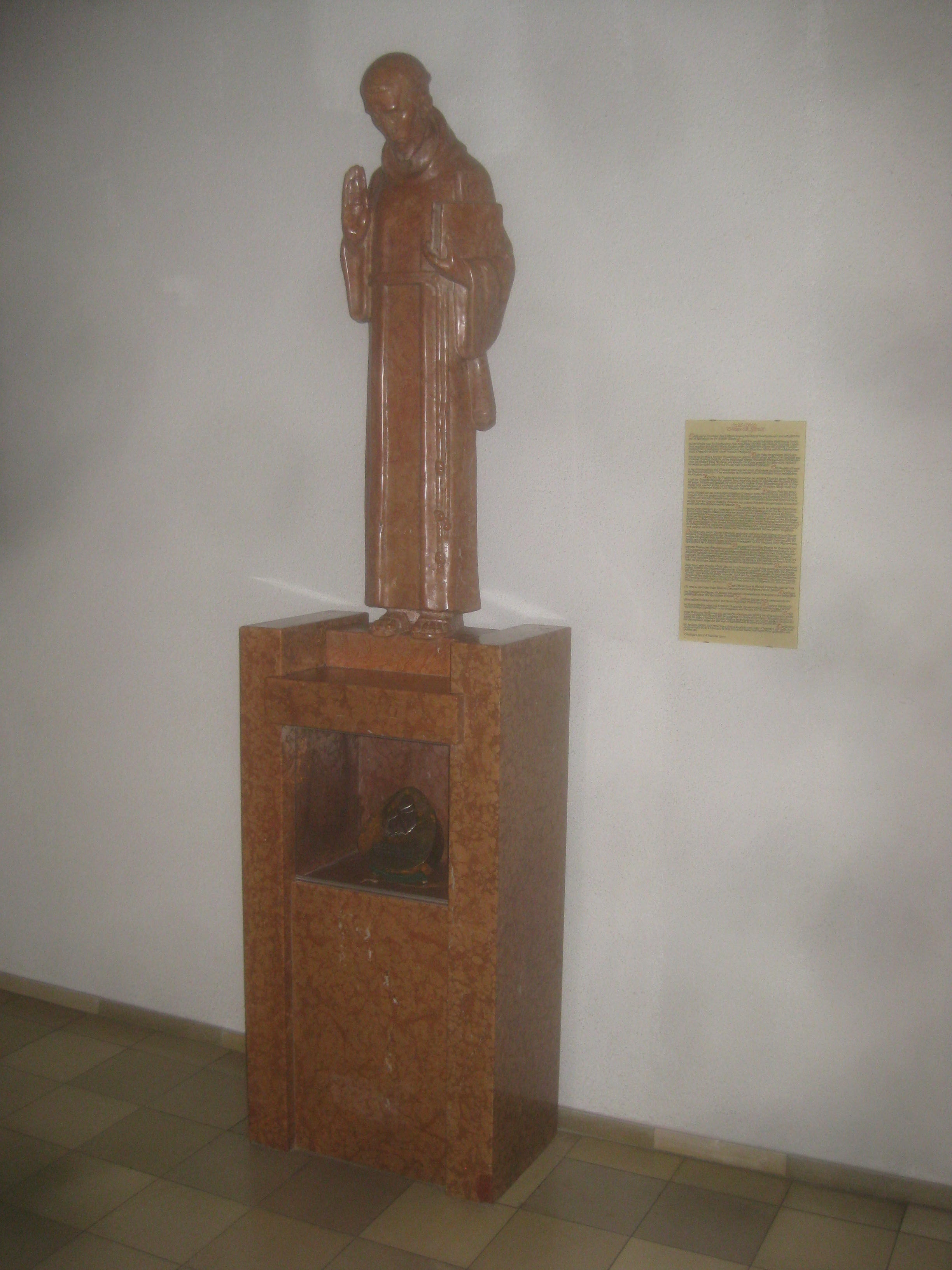
Fidelis von Sigmaringen (Attribut: Bibel), Veroneser Marmor?, Postament mit einer Reliquiendose des Goldschmieds Eugen Benk aus dem Jahr 2000,[18] Standort: rechtes Seitenschiff.
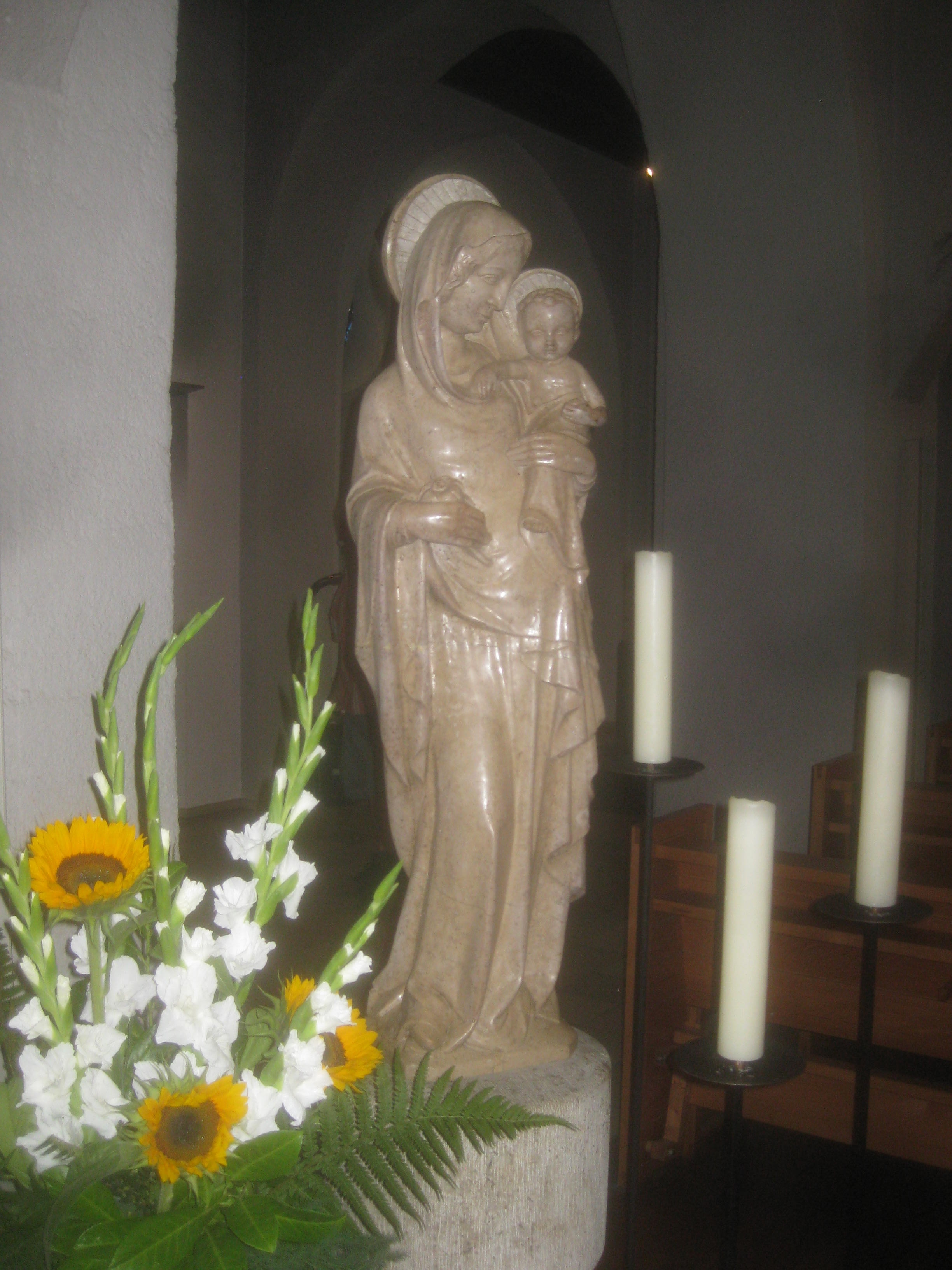
Madonna mit dem Kind, gelblicher Marmor, Standort: linkes Seitenschiff.

## Orgel

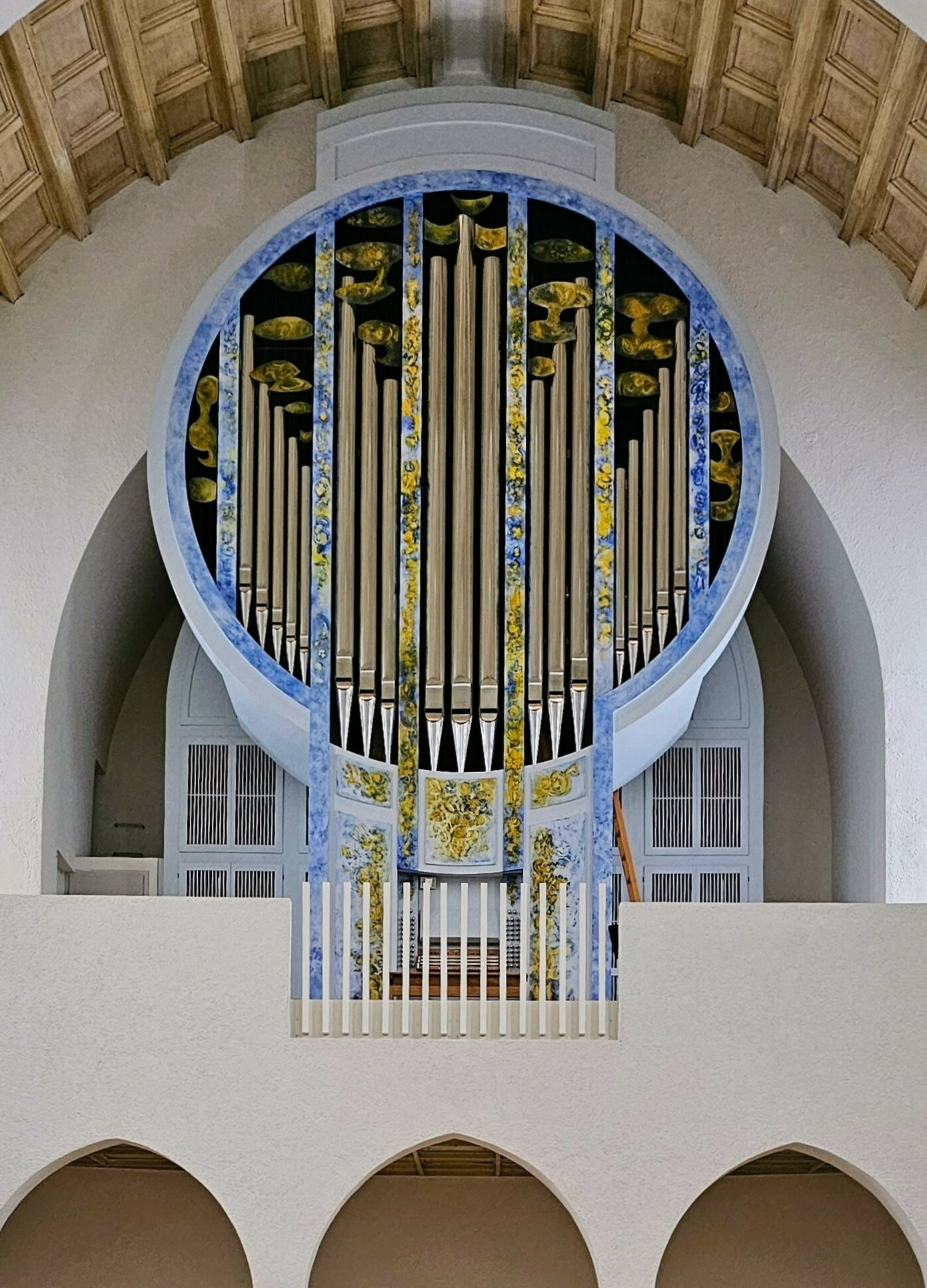
Vleugels-Orgel

Die große Orgel von St. Fidelis wurde 2005 von der Orgelbaufirma Orgelmanufactur Vleugels aus Hardheim erbaut. Das Instrument verfügt über drei Manuale, Pedal und 44 Register. Die Disposition (Gesamtanlage) der Vleugels-Orgel wurde von Ludger Lohmann und Johannes Mayr entworfen. Der Einbau von 5 Sub- und Superoktavkoppeln ist vorbereitet, ebenso wie die Ergänzung um drei Effektregister (Glockenspiel, Cymbelstern, Nachtigall). Das Gehäuse des runden Prospekts wurde von Otmar Schimmelpfennig entworfen, die künstlerische Farbfassung wurde von der Pforzheimer Malerin Anina Gröger gestaltet.
Die Vleugels-Orgel ersetzte eine Orgel von Friedrich Weigle jun. (3 Manuale, 36 Register), die ihrerseits 1950 die im Zweiten Weltkrieg zerstörte erste Orgel von 1925 ersetzte, ein Instrument von Friedrich Weigle sen. mit 2 Manualen und 36 Registern.
| I Hauptwerk C–a3 |                |       |
| 1.               | Praestant      | 16′   |
| 2.               | Principal      | 8′    |
| 3.               | Rohrgedackt    | 8′    |
| 4.               | Viola da Gamba | 8′    |
| 5.               | Octave         | 4′    |
| 6.               | Blockfloete    | 4′    |
| 7.               | Quinte         | 2 ⁄3′ |
| 8.               | Superoctave    | 2′    |
| 9.               | Mixtur V       | 2′    |
| 10.              | Cornet V       | 8′    |
| 11.              | Bombarde       | 16′   |
| 12.              | Trompete       | 8′    |
| 13.              | Clairon        | 4′    |

| II Schwell-Positiv C–a3 |                 |        |
| 14.                     | Principal       | 8′     |
| 15.                     | Gedacktfloete   | 8′     |
| 16.                     | Salicional      | 8′     |
| 17.                     | Octave          | 4′     |
| 18.                     | Holzfloete      | 4′     |
| 19.                     | Nasat           | 2 ⁄3′  |
| 20.                     | Doublette       | 2′     |
| 21.                     | Terz            | 1 3⁄5′ |
| 22.                     | Sifflet         | 1′     |
| 23.                     | Scharfmixtur IV | 1 ⁄3′  |
| 24.                     | Englischhorn    | 16′    |
| 25.                     | Schalmei        | 8′     |
|                         | Tremulant       |        |

| III Schwellwerk C–a3 |                 |       |
| 26.                  | Bourdon         | 16′   |
| 27.                  | Geigenprincipal | 8′    |
| 28.                  | Flauto amabile  | 8′    |
| 29.                  | Viola           | 8′    |
| 30.                  | Vox coelestis   | 8’    |
| 31.                  | Fugara          | 4′    |
| 32.                  | Querfloete      | 4′    |
| 33.                  | Flageolet       | 2′    |
| 34.                  | Cornetmixtur IV | 2 ⁄3′ |
| 35.                  | Trompette harm. | 8′    |
| 36.                  | Oboe            | 8′    |
| 37.                  | Vox humana      | 8′    |
|                      | Tremulant       |       |

| Pedalwerk C–f1 |               |     |
| 38.            | Principalbass | 16′ |
| 39.            | Subbass       | 16′ |
| 40.            | Octavbass     | 8′  |
| 41.            | Violonbass    | 8′  |
| 42.            | Choralbass    | 4′  |
| 43.            | Posaune       | 16′ |
| 44.            | Trompete      | 8′  |

- Koppeln: II/I, III/I, III/II, I/P, II/P, III/P (jeweils mechanisch)
- Spielregister: Kuckuck, Tympanon, Penicillus 1⁄2′, Plumbulum 2⁄3′, Pauke

## Glocken
Im Rahmen der Außensanierung 2009/2010 musste aus Sicherheitsgründen auch das Geläut der Kirche erneuert werden. Die bisherigen 5 Eisenhartgussglocken wurden 2009 durch 6 Bronzeglocken ersetzt, die von der Glockengießerei Bachert in Karlsruhe gegossen wurden. Die Glocken sind hinter den fünf rundbogigen Schallfenstern des Dreiecksgiebels der Hauptfassade untergebracht. Die folgende Tabelle gibt die Tonfolge der Glocken wieder:
| Glockenname  | Ton  |
| ------------ | ---- |
| Christus     | gis1 |
| Maria        | h1   |
| Paulus       | cis2 |
| Fidelis      | dis2 |
| Edith Stein  | e2   |
| Rupert Mayer | fis2 |

Eine Audioaufnahme des Glockengeläuts von St. Fidelis bietet Dee1804 2009.

## Geschichte

### Aufbau

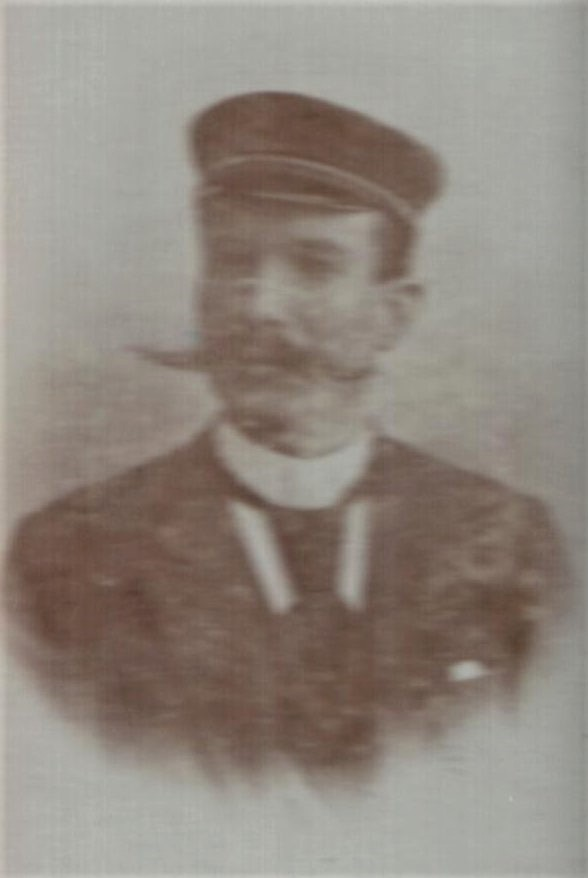
Clemens Hummel, der Architekt der St.-Fidelis-Kirche, als Burschenschafter der Alemannia Stuttgart

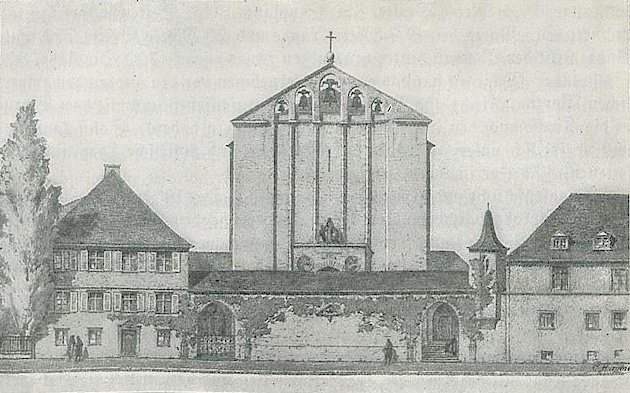
St.-Fidelis-Kirche, 1926

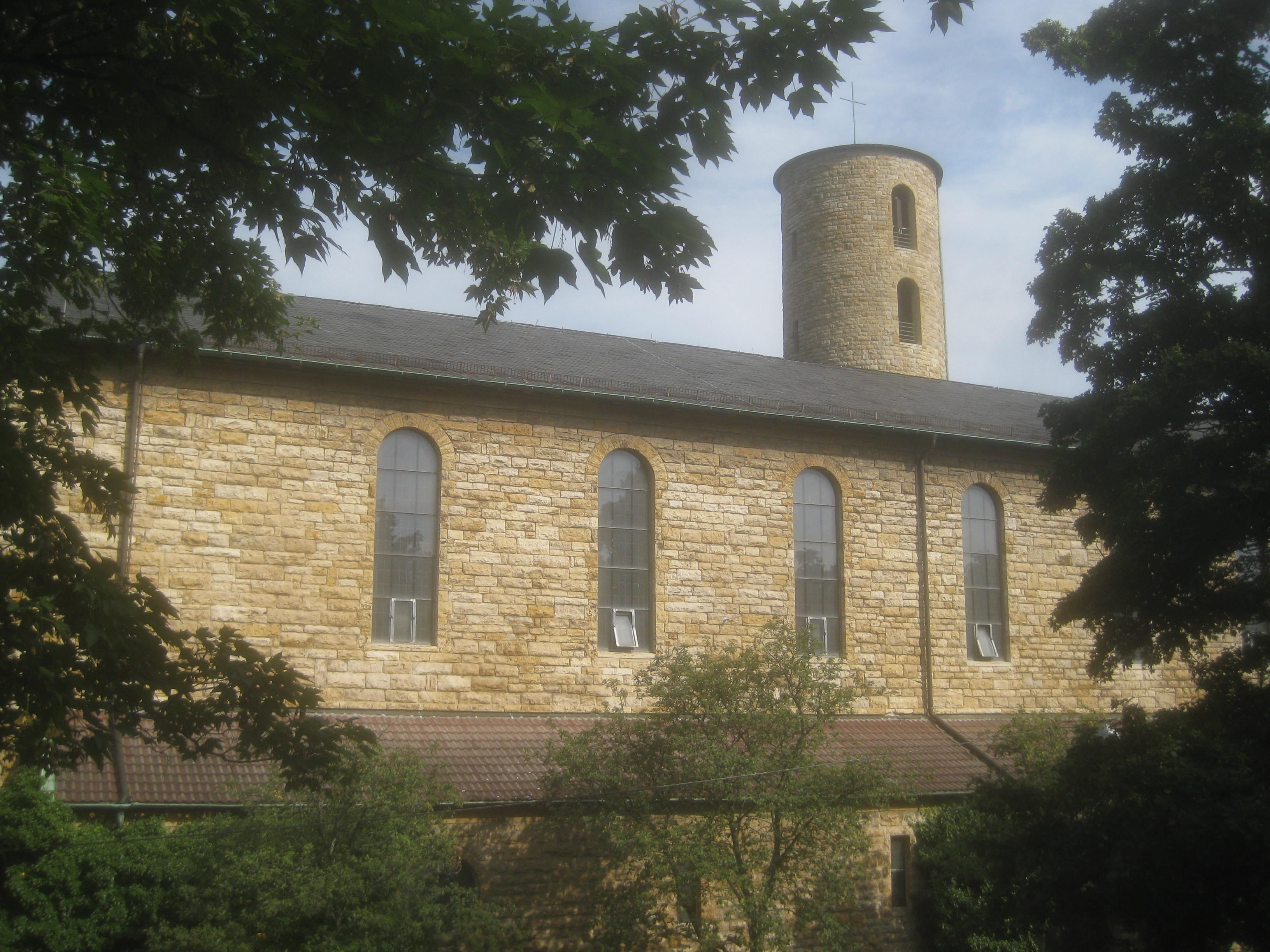
Herz-Jesu-Kirche in Stuttgart-Gaisburg

„Durch den wirtschaftlichen Aufschwung kamen seit der Wende zum 20. Jahrhundert viele katholische Christen nach Stuttgart. Nach dem Ersten Weltkrieg bemühten sich Fidelis Erath, Kaplan an der Elisabeth-Kirche, und Fidelis Mahler, Mitglied des Stuttgarter Gemeinderats, um den Bau einer Kirche und Errichtung einer neuen Gemeinde im West-Nord-Bereich Stuttgarts. Am 22. März 1925 konnte der Grundstein zur Fidelis-Kirche gelegt werden.“ (Baubeginn: 22. Oktober 1924).
Die Kirche wurde nach den Plänen des Architekten Clemens Hummel (1869–1938) errichtet. Er erbaute auch die katholische Herz Jesu-Kirche in Stuttgart-Gaisburg, die 1921 begonnen und 1934 fertiggestellt wurde.
Den plastischen Schmuck der Hauptfassade, eine Figurengruppe und zwei Engelsfriese, schuf der Stuttgarter Bildhauer Josef Zeitler. Wer die Kapitelle der Säulen des Arkadenhofs und der Empore geschaffen hat, ist nicht bekannt.
Am 13. Dezember 1925 wurde die Kirche von Bischof Paul Wilhelm von Keppler geweiht.
Über die ursprüngliche Ausstattung des Kircheninneren berichtet Wolfgang Kress: „Das Kircheninnere war von Anfang an feierlich und ernst, mit herber Schlichtheit. Die Fenster aus unbemaltem Antikglas spiegelten die resedagrün gestrichenen Wände. Im Chor stand der Hochaltar mit Baldachin aus Travertin. Bildhauer Heinz Retzbach (1887–1974) hatte dazu eine Kreuzigungsgruppe und einen Engel geschaffen. Ein rundes Maßwerkfenster, das die Stuttgarter Glasmaler Gebrüder Saile gefertigt hatten, krönte den Chor. Die Kanzel ragte weit in das Mittelschiff herein. Zwei Seitenaltäre waren der Mutter Gottes und dem Namenspatron der Kirche gewidmet. Der Marienaltar zeigte eine Statue der Maria aus gelbem Marmor, ihr zur Seite die Heiligen Konstantia und Zita. Der Heilige Fidelis war aus Veroneser Marmor, ihm zur Seite standen die Heiligen Konrad und Petrus.“

### Zweiter Weltkrieg
In der Nacht des 12. September 1944 brannte die Kirche bei einem Bombenangriff bis auf die Außenmauern und die Dachbinder aus. „Wie das Gerippe eines Wals ragten die leeren Betoneisenträger des Dachgewölbes in die Luft.“ Nach dem Krieg betrieben Pfarrer Fidelis Erath und Vikar Leopold Kurz den Wiederaufbau, der unter der Leitung des Architekten Hugo Schlösser erfolgte und bei dem viele Gemeindemitglieder selbst mithalfen, so dass die Kirche 1948 wieder geweiht werden konnte.
1950 schuf Zeitler für den Hochaltar, der „als zu schmal, zu schlank und hochgewachsen in dem weiten Chorraum“ empfunden wurde, eine Kreuzigungsgruppe, eine Umrahmung aus zwei Säulen mit einem Spitzbogen und zwei flankierenden Engelfiguren am Chorbogen. Kreuzigungsgruppe, Umrahmung und Engelfiguren wurden bei der Modernisierung 1964 entfernt.

### Modernisierung
1964 wurde der Innenraum der Kirche nach den Plänen des einflussreichen Kirchenarchitekten und Stadterneuerers Rudolf Schwarz neu gestaltet. Da Schwarz 1961 verstorben war, übernahm seine Frau, die Architektin Maria Schwarz, die Ausführung der Pläne.
Der Entwurf für die Modernisierung des Kircheninneren orientierte sich an der Liturgiereform des Zweiten Vatikanischen Konzils, die die Stärkung des Gemeinschaftsgedankens in den Vordergrund rückte:
- Der von Martin Bruno Schmid entworfene, schlichte Altar wurde freistehend aufgestellt und näher an die Gemeinde gerückt, damit die Zelebration mit dem Gesicht zu den Gläubigen stattfinden konnte.
- Der Tabernakel wurde vom Altar getrennt und erhielt einen eigenen Standort.
- Die Kanzel wurde von ihrem hohen Platz über der Gemeinde an eine nur noch leicht erhöhte Stelle versetzt.
- Die Kommunionbank, die den Altarbereich von der Gemeinde trennte, wurde entfernt.

Georg Meistermann lieferte die Entwürfe für 22 Glasfenster und schuf 15 Kreuzwegtafeln für die Seitenschiffe.
1978 wurde die Fideliskirche in das Landesverzeichnis der Baudenkmale in Württemberg eingetragen und ist ein Kulturdenkmal von besonderer Bedeutung (Denkmalschutzgesetz Baden-Württemberg §12). 1995 wurden Elektrik, Boden und Wände renoviert und der Altarraum neu gestaltet.
Zur Geschichte der Orgel und der Glocken: siehe Orgel und Glocken.

### Allgemein
- Eugen Benk: 1925–2000, 75 Jahre St. Fidelis. Stuttgart 2000, online.
- Aus der Chronik von St. Fidelis, Stuttgart, Seidenstr. Schreibmaschinenmanuskript. Ohne Ort 1926, Stadtarchiv Stuttgart, Zeitungsausschnitte St. Fidelis.
- Gemeinde St. Fidelis (Herausgeber): St. Fidelis 50 Jahre. Stuttgart 1975.
- Gemeinde St. Fidelis (Herausgeber): Kirche St. Fidelis. Stuttgart 2014, online.
- Heinrich Getzeny: Der malerische und plastische Fassadenschmuck der St. Fidelis-Kirche in Stuttgart. In: Die Christliche Kunst. Monatsschrift fur alle Gebiete der christlichen Kunst und Kunstwissenschaft, Band 32, 1935, S. 19, 21–22, 25–26.
- Andreas Keller: Stuttgart – St. Fidelis. Stuttgart 2014. (mit 92 Fotos), online.
- Der Hochaltar in seiner Vollendung. In: Kirchliche Mitteilungen der Stadtpfarrgemeinden St. Elisabeth und St. Fidelis Stuttgart vom 19. März 1950, S. 4.
- Wolfgang Kress: Mit Steinen des alten Bahnhofs gebaut. St. Fidelis – die Kirche, die viel zu leicht übersehen wird. In: West-Blättle Nr. 10, 2000, S. 1–3.
- Annegret Kotzurek: St. Fidelis (katholische Kirche). Stuttgart 2014, online.
- Paul Konrad Kurz: Osterpassion. Szenische Gedichte zu Kreuzweg und Auferstehung. Mit Bildern von Georg Meistermann aus dem Kreuzweg von St. Fidelis Stuttgart. Ostfildern 1995.
- Gottlieb Merkle: Kirchenbau im Wandel. Die Grundlagen des Kirchenbaus im 20. Jahrhundert und seine Entwicklung in der Diözese Rottenburg. Eine Dokumentation. Ruit bei Stuttgart 1973, S. 64–65.
- Albert Pfeffer: Die moderne religiöse Kunst in Württemberg. Die Kirchenbaukunst. In: Die Christliche Kunst. Monatsschrift fur alle Gebiete der christlichen Kunst und Kunstwissenschaft, Band 25, 1928, S. 129–152, hier 133, 149–150.
- Ignaz Rohr: Die St. Fideliskirche in Stuttgart. In: Archiv für christliche Kunst. Organ des Rottenburger Diözesan-Kunstvereins Band 41, 1926, S. 24–27, online.
- Hugo Schnell: Ausstellung neuer Glasfenster deutscher Künstler in Bombay. In: Das Münster. Zeitschrift für christliche Kunst und Kunstwissenschaft, Band 18, 1965, S. 106–111, hier: 109. (Glasfenster von Georg Meistermann für St. Fidelis.)
- Michael Wenger: St. Fidelis, publiziert am 17. Februar 2025. In: Stadtarchiv Stuttgart (Hg.): Digitales Stadtlexikon Stuttgart, online.
- Renate Werth: Große Einschnitte im Jubiläumsjahr. Vor 75 Jahren wurde die St. Fidelis-Kirche im Stuttgarter Westen eingeweiht. In: Katholisches Sonntagsblatt vom 17. Dezember 2000.
- Liane Wilhelmus: Georg Meistermann. Das glasmalerische Werk. Petersberg 2014. (Glasbilder von Georg Meistermann).
- Martin Wörner; Gilbert Lupfer; Ute Schulz: Architekturführer Stuttgart. Berlin 2006, Nr. 99.

### Orgel
- Gemeinde St. Fidelis (Herausgeber): Die Vleugels-Orgel in St. Fidelis Stuttgart. Festschrift zur Orgelweihe am 3. Advent 2005. Stuttgart 2005.
- Jrbecker: Die freie Orgeldatenbank. Stuttgart, St. Fidelis. Ohne Ort 2014, online
- Ludger Lohmann: Stuttgart, St. Fidelis III/44. Neubau 2005. Zur Klanggestalt der neuen Vleugels-Orgel. Hardheim 2014, online.

### Medien
- Dee1804: St. Fidelis Stuttgart – Neues Geläut. Stuttgart 2009. Video, Laufzeit 0:59 Minuten, online auf YouTube

### Hilfsquellen
- Frank Rudolph: Kirchenbau. Baustile 7: Moderne 1950–1979. Ohne Ort 2014, online.
- Travertinpark [Hinweistafeln und Karte]. Fenster in die Urzeit. Stuttgart 2014, insbes. S. 3, online.